# Liste des insectes du Nord-Pas-de-Calais
Cette liste recense tous les insectes répertoriés dans le Nord-Pas-de-Calais à partir des données de l'Inventaire national du patrimoine naturel (INPN). 
- Haut – A
- B
- C
- D
- E
- F
- G
- H
- I
- J
- K
- L
- M
- N
- O
- P
- Q
- R
- S
- T
- U
- V
- W
- X
- Y
- Z

## A
| Ordre       | Nom binominal                  | Auteur                         | Nom vernaculaire | Dernière observation | Statut  | Image                                      |
| ----------- | ------------------------------ | ------------------------------ | --- | -------------------- | ------- | ------------------------------------------ |
| Coléoptère  | Abdera bifasciata              | (Marsham, 1802)                | | 1951                 | Présent | Abdera bifasciata                          |
| Hyménoptère | Abia sericea                   | (Linnaeus, 1767)               | | 1920                 | Présent | Abia sericea (Femelle)                     |
| Lépidoptère | Abrostola tripartita           | (Hufnagel, 1766)               | Plusie de l'Ortie | 1924                 | Présent | Abrostola tripartita                       |
| Coléoptère  | Acanthobodilus immundus        | (Creutzer, 1799)               | | 1920                 | Présent | Acanthobodilus immundus                    |
| Hyménoptère | Acantholyda erythrocephala     | (Linnaeus, 1758)               | Pamphile introduit du pin | 1907                 | Présent |                                            |
| Lépidoptère | Acherontia atropos             | (Linnaeus, 1758)               | Sphinx tête de mort | 2013                 | Présent | Acherontia atropos                         |
| Orthoptère  | Acheta domesticus              | (Linnaeus, 1758)               | Grillon domestique, Grillon du foyer, Cri-cri, Grelet, Grillon des maisons, Grillet, Grillot, Crinchon, Guersillon, Petit Cheval du Bon Dieu | 1999                 | Présent | Acheta domesticus                          |
| Lépidoptère | Acronicta leporina             | (Linnaeus, 1758)               | Acronycte du peuplier | 1935                 | Présent | Acronicta leporina                         |
| Coléoptère  | Acrossus depressus             | (Kugelann, 1792)               | | 1930                 | Présent | Acrossus depressus                         |
| Coléoptère  | Acrossus luridus               | (Fabricius, 1775)              | | 1930                 | Présent |                                            |
| Coléoptère  | Acrossus rufipes               | (Linnaeus, 1758)               | | 1988                 | Présent | Acrossus rufipes                           |
| Coléoptère  | Acupalpus flavicollis          | (Sturm, 1825)                  | | 2008                 | Présent | Acupalpus flavicollis                      |
| Hémiptère   | Adelphocoris lineolatus        | (Goeze, 1778)                  | Capside de la luzerne | 1938                 | Présent | Adelphocoris lineolatus                    |
| Hémiptère   | Adelphocoris seticornis        | (Fabricius, 1775)              | | 1938                 | Présent | Adelphocoris seticornis                    |
| Coléoptère  | Aegialia arenaria              | (Fabricius, 1787)              | | 1986                 | Présent | Aegialia arenaria                          |
| Odonate     | Aeshna affinis                 | Vander Linden, 1820            | Æschne Affine | 2010                 | Présent | Aeshna affinis                             |
| Odonate     | Aeshna cyanea                  | (O. F. Müller, 1764)           | Æschne bleue | 2008                 | Présent | Aeshna cyanea                              |
| Odonate     | Aeshna grandis                 | (Linnaeus, 1758)               | Grande æschne | -                    | Présent | Aeshna grandis                             |
| Odonate     | Aeshna isoceles                | (O. F. Müller, 1767)           | Æschne isocèle | -                    | Présent | Aeshna isocèles (mâle)                     |
| Odonate     | Aeshna mixta                   | Latreille, 1805                | Æschne mixte | 2006                 | Présent | Aeshna mixta(femelle)                      |
| Coléoptère  | Agapanthia villosoviridescens  | (De Geer, 1775)                | Agapanthie à pilosité verdätre | 2011                 | Présent | Agapanthia villosoviridescens              |
| Coléoptère  | Agathidium atrum               | (Paykull, 1798)                | | 1948                 | Présent | Agathidium atrum                           |
| Lépidoptère | Aglais io                      | (Linnaeus, 1758)               | Paon de jour (Le), Œil-de-Paon-du-Jour (Le), Paon (Le), Œil-de-Paon (L')                                                                     | 2013                 | Présent | Aglais io                                  |
| Lépidoptère | Aglais urticae                 | (Linnaeus, 1758)               | Petite Tortue (La), Vanesse de l'Ortie (La), Petit-Renard (Le)                                                                               | 2013                 | Présent | Aglais urticae                             |
| Lépidoptère | Aglia tau                      | (Linnaeus, 1758)               | La Hachette | 1933                 | Présent | Aglia tau (mâle)                           |
| Hémiptère   | Agnocoris rubicundus           | (Fallén, 1807)                 | | 1869                 | Présent |                                            |
| Coléoptère  | Agrilinus ater                 | (De Geer, 1774)                | | 1971                 | Présent | Agrilinus ater                             |
| Coléoptère  | Agrilinus constans             | (Duftschmid, 1805)             | | 1919                 | Présent |                                            |
| Coléoptère  | Agrilinus rufus                | (Moll, 1782)                   | | 1988                 | Présent | Agrilinus rufus                            |
| Coléoptère  | Agrilinus sordidus             | (Fabricius, 1775)              | | 1951                 | Présent | Agrilinus sordidus                         |
| Coléoptère  | Agriotes lineatus              | (Linnaeus, 1767)               | Taupin rayé | 2007                 | Présent | Agriotes lineatus                          |
| Coléoptère  | Agriotes pallidulus            | (Illiger, 1807)                | | 2007                 | Présent | Agriotes pallidulus                        |
| Coléoptère  | Agriotes pilosellus            | (Schönherr, 1817)              | | 2007                 | Présent |                                            |
| Lépidoptère | Agrius convolvuli              | (Linnaeus, 1758)               | Sphinx du liseron, Sphinx à cornes de bœuf                                                                                                   | 2013                 | Présent | Agrius convolvuli (les deux faces du mâle) |
| Lépidoptère | Agrotis exclamationis          | (Linnaeus, 1758)               | Point d'exclamation | 1924                 | Présent | Agrotis exclamationis                      |
| Coléoptère  | Agrypnus murinus               | (Linnaeus, 1758)               | | 2008                 | Présent | Agrypnus murinus                           |
| Coléoptère  | Allandrus fuscipennis          | (Guillebeau, 1891)             | | 1951                 | Présent |                                            |
| Hémiptère   | Alloeotomus germanicus         | (Wagner, 1939)                 | | 1986                 | Présent |                                            |
| Coléoptère  | Allonyx quadrimaculatus        | (Schaller, 1783)               | | 2007                 | Présent | Allonyx quadrimaculatus                    |
| Coléoptère  | Amara aenea                    | (De Geer, 1774)                | | 2008                 | Présent | Amara aenea                                |
| Coléoptère  | Amara familiaris               | (Duftschmid, 1812)             | | 2006                 | Présent | Amara familiaris                           |
| Hémiptère   | Amblytylus nasutus             | (Kirschbaum, 1856)             | | 1889                 | Présent | Amblytylus nasutus                         |
| Hymenoptère | Ametastegia carpini            | (Hartig, 1837)                 | | 1915                 | Présent |                                            |
| Coléoptère  | Ampedus balteatus              | (Linnaeus, 1758)               | | 2007                 | Présent | Ampedus balteatus en Lettonie              |
| Coléoptère  | Ampedus cinnaberinus           | (Eschscholtz, 1829)            | | 2007                 | Présent | Ampedus balteatus en Lettonie              |
| Coléoptère  | Ampedus glycereus              | (Herbst, 1784)                 | | 2008                 | Présent | Ampedus glycereus                          |
| Coléoptère  | Ampedus nigroflavus            | (Goeze, 1777)                  | | 2006                 | Présent | Ampedus nigroflavus                        |
| Coléoptère  | Ampedus pomorum                | (Herbst, 1784)                 | | 2008                 | Présent | Ampedus pomorum dans les Ardennes belges   |
| Coléoptère  | Ampedus quercicola             | (Buysson, 1887)                | | 2008                 | Présent |                                            |
| Coléoptère  | Ampedus rufipennis             | (Stephens, 1830)               | | 2008                 | Présent |                                            |
| Coléoptère  | Ampedus sanguinolentus         | (Schrank, 1776)                | | 2008                 | Présent | Ampedus sanguinolentus                     |
| Coléoptère  | Amphicyllis globus             | (Sahlberg, 1833)               | | 1948                 | Présent | Amphicyllis globus                         |
| Coléoptère  | Anaglyptus mysticus            | (Linnaeus, 1758)               | | 2008                 | Présent | Anaglyptus mysticus (Femelle)              |
| Lépidoptère | Anax imperator                 | (Leach, 1815)                  | Anax empereur | 2011                 | Présent | Anax imperator                             |
| Lépidoptère | Angerona prunaria              | (Linnaeus, 1758)               | La Phalène du Prunier, du Noisetier | 1933                 | Présent | Angerona prunaria                          |
| Coléoptère  | Anisosticta novemdecimpunctata | (Linnaeus, 1758)               | Coccinelle des roseaux[réf. souhaitée] | -                    | Présent | Anisosticta novemdecimpunctata             |
| Coléoptère  | Anisotoma humeralis            | (Fabricius, 1792)              | | 2008                 | Présent | Anisotoma humeralis                        |
| Coléoptère  | Anisoxya fuscula               | (Illiger, 1798)                | | 1950                 | Présent |                                            |
| Coléoptère  | Anobium punctatum              | (De Geer, 1774)                | Vrilette | 2008                 | Présent | Anobium punctatum                          |
| Coléoptère  | Anomala dubia                  | (Scopoli, 1763)                | | 2009                 | Présent | Anomala dubia sur un doigt                 |
| Coléoptère  | Anoplodera sexguttata          | (Fabricius, 1775)              | | 1973                 | Présent | Anoplodera sexguttata                      |
| Coléoptère  | Anoplotrupes stercorosus       | (Scriba, 1791)                 | Aurore (L') | 2008                 | Présent | Anoplotrupes stercorosus                   |
| Lépidoptère | Apamea sordens                 | (Hufnagel, 1766)               | Noctuelle du blé[réf. souhaitée], basilaire                                                                                                  | 1924                 | Présent | Apamea sordens                             |
| Lépidoptère | Apatura ilia                   | (Denis & Schiffermüller, 1775) | Petit Mars changeant (Le), Petit Mars (Le), Miroitant (Le)                                                                                   | 1969                 | Présent | Apatura ilia                               |
| Lépidoptère | Apatura iris                   | (Linnaeus, 1758)               | Grand mars changeant (Le), Grand Mars (Le), Chatoyant (Le)                                                                                   | 1968                 | Présent | Apatura iris                               |
| Lépidoptère | Aphantopus hyperantus          | (Linnaeus, 1758)               | Tristan (Le) | 2013                 | Présent | Aphantopus hyperantus                      |
| Coléoptère  | Aphodius fimetarius            | (Linnaeus, 1758)               | | 1988                 | Présent | Aphodius fimetarius                        |
| Coléoptère  | Aphodius foetens               | (Fabricius, 1787)              | | 1951                 | Présent |                                            |
| Coléoptère  | Aphodius foetidus              | (Herbst, 1783)                 | | 1935                 | Présent |                                            |
| Hyménoptère | Apis mellifera                 | Linnaeus, 1758                 | Abeille domestique, Abeille européenne | 2013                 | Présent |                                            |
| Coléoptère  | Aplotarsus incanus             | (Gyllenhal, 1827)              | | 1946                 | Présent |                                            |
| Hémiptère   | Apolygus lucorum               | (Meyer-Dür, 1843)              | | 1889                 | Présent |                                            |
| Lépidoptère | Aporia crataegi                | (Linnaeus, 1758)               | Gazé (Le), Piéride de l'Aubépine (La), Piéride gazée (La), Piéride de l'Alisier (La), Piéride de l'Aubergine (La)                            | 1999                 | Présent |                                            |
| Lépidoptère | Araschnia levana               | (Linnaeus, 1758)               | Carte géographique (La), Jaspé (Le) | 2011                 | Présent |                                            |
| Lépidoptère | Archiearis parthenias          | (Linnaeus, 1761)               | | 1933                 | Présent |                                            |
| Lépidoptère | Arctornis l-nigrum             | (Müller, 1764)                 | | 1933                 | Présent |                                            |
| Lépidoptère | Arethusana arethusa            | (Denis & Schiffermüller, 1775) | Mercure (Le), Petit Agreste (Le) | 2006                 | Présent |                                            |
| Hymenoptère | Arge berberidis                | Schrank, 1802                  | | 1910                 | Présent |                                            |
| Hymenoptère | Arge pagana                    | (Panzer, 1798)                 | | 1912                 | Présent |                                            |
| Lépidoptère | Fabriciana adippe              | (Denis & Schiffermüller, 1775) | Moyen Nacré (Le), Grand Nacré (Le) | 1933                 | Présent |                                            |
| Lépidoptère | Speyeria aglaja                | (Linnaeus, 1758)               | Grand Nacré (Le), Aglaé (L'), Moyen-Nacré (Le)                                                                                               | 1933                 | Présent |                                            |
| Lépidoptère | Argynnis paphia                | (Linnaeus, 1758)               | Tabac d'Espagne (Le), Nacré vert (Le), Barre argentée (La), Empereur (L')                                                                    | 2013                 | Présent |                                            |
| Coléoptère  | Arhopalus rusticus             | (Linnaeus, 1758)               | | 1977                 | Présent |                                            |
| Lépidoptère | Aricia agestis                 | (Denis & Schiffermüller, 1775) | Collier-de-corail (Le), Argus brun (L') | 2012                 | Présent |                                            |
| Coléoptère  | Aromia moschata                | (Linnaeus, 1758)               | Aromie musquée | 2010                 | Présent |                                            |
| Hyménoptère | Athalia rosae                  | (Linnaeus, 1758)               | | 1911                 | Présent |                                            |
| Coléoptère  | Athous haemorrhoidalis         | (Fabricius, 1801)              | | 2010                 | Présent |                                            |
| Coléoptère  | Athous subfuscus               | (O.F. Müller, 1764)            | | 2007                 | Présent |                                            |
| Coléoptère  | Athous vittatus                | (Gmelin, 1790)                 | | 2008                 | Présent |                                            |
| Lépidoptère | Atolmis rubricollis            | (Linnaeus, 1758)               | | 1933                 | Présent |                                            |
| Coléoptère  | Atomaria fuscata               | (Schönherr, 1808)              | | 1948                 | Présent |                                            |
| Coléoptère  | Atomaria peltata               | Kraatz, 1853                   | | 1948                 | Présent |                                            |
| Coléoptère  | Atomaria umbrina               | (Gyllenhal, 1827)              | | 1948                 | Présent |                                            |
| Lépidoptère | Autographa jota                | (Linnaeus, 1758)               | | 1933                 | Présent |                                            |
| Lépidoptère | Axylia putris                  | (Linnaeus, 1761)               | | 1924                 | Présent |                                            |

## B
| Ordre       | Nom binominal              | Auteur                         | Nom vernaculaire | Dernière observation | Statut  | Image |
| ----------- | -------------------------- | ------------------------------ | --- | -------------------- | ------- | ----- |
| Orthoptère  | Barbitistes serricauda     | (Fabricius, 1794)              | Barbitiste des bois, Barbitiste, Barbitiste queue-en-scie                                                                              | -                    | Présent |       |
| Orthoptère  | Bicolorana bicolor         | (Philippi, 1830)               | Decticelle bicolore | 1999                 | Présent |       |
| Coléoptère  | Biralus satellitius        | (Herbst, 1789)                 | | 1930                 | Présent |       |
| Coléoptère  | Bitoma crenata             | (Fabricius, 1775)              | | 2008                 | Présent |       |
| Coléoptère  | Bledius tricornis          | (Herbst, 1784)                 | | 2009                 | Présent |       |
| Hémiptère   | Blepharidopterus angulatus | (Fallén, 1807)                 | | 1869                 | Présent |       |
| Coléoptère  | Bodilus ictericus          | (Laicharting, 1781)            | | 1863                 | Présent |       |
| Coléoptère  | Bolboceras armiger         | (Scopoli, 1772)                | | 1971                 | Présent |       |
| Lépidoptère | Boloria dia                | (Linnaeus, 1767)               | Petite Violette (La), Nacré violet (Le)                                                                                                | -                    | Présent |       |
| Lépidoptère | Boloria euphrosyne         | (Linnaeus, 1758)               | Grand collier argenté (Le), Nacré sagitté (Le)                                                                                         | 1933                 | Présent |       |
| Lépidoptère | Boloria selene             | (Denis & Schiffermüller, 1775) | Petit Collier argenté (Le), Nacré fléché (Le)                                                                                          | -                    | Présent |       |
| Hémiptère   | Bothynotus pilosus         | (Boheman, 1852)                | | 1986                 | Présent |       |
| Lépidoptère | Boudinotiana notha         | (Hübner, 1803)                 | | 1933                 | Présent |       |
| Hémiptère   | Brachycoleus triangularis  | (Goeze, 1778)                  | | 1986                 | Présent |       |
| Odonate     | Brachytron pratense        | (O. F. Müller, 1764)           | | 2010                 | Présent |       |
| Lépidoptère | Brenthis ino               | (Rottemburg, 1775)             | Nacré de la Sanguisorbe (Le), Nacré des marais (Le), Nacré de la Reine-des-prés (Le), Ino (L'), Nacré mauve (Le), Grande Violette (La) | 1933                 | Présent |       |
| Hémiptère   | Bryocoris pteridis         | (Fallén, 1807)                 | | 1869                 | Présent |       |
| Coléoptère  | Byturus tomentosus         | (De Geer, 1774)                | | 2008                 | Présent |       |

## C
| Ordre        | Nom binominal                                  | Auteur                             | Nom vernaculaire | Dernière observation | Statut    | Image |
| ------------ | ---------------------------------------------- | ---------------------------------- | --- | -------------------- | --------- | ----- |
| Coléoptère   | Calambus bipustulatus                          | (Linnaeus, 1767)                   | | 2008                 | Présent   |       |
| Hyménoptère  | Calameuta pallipes                             | (Klug, 1803)                       | | 1902                 | Présent   |       |
| Coléoptère   | Calamosternus granarius                        | (Linnaeus, 1767)                   | | 1988                 | Présent   |       |
| Lépidoptère  | Callophrys rubi                                | (Linnaeus, 1758)                   | Thécla de la Ronce (La), Argus vert (L')                                                                                         | 2010                 | Présent   |       |
| Hémiptère    | Calocoris affinis                              | (Herrich-Schaeffer, 1835)          | | 1869                 | Présent   |       |
| Hémiptère    | Calocoris norvegicus                           |                                    | | 1933                 | Présent   |       |
| Hémiptère    | Calocoris roseomaculatus                       | (De Geer, 1773)                    | | 1938                 | Présent   |       |
| Odonate      | Calopteryx splendens                           | (Harris, 1780)                     | | -                    | Présent   |       |
| Odonate      | Calopteryx virgo                               | (Linnaeus, 1758)                   | | -                    | Présent   |       |
| Odonate      | Calopteryx virgo virgo                         | (Linnaeus, 1758)                   | | -                    | Présent   |       |
| Coléoptère   | Calosoma inquisitor                            | (Linnaeus, 1758)                   | | 2006                 | Présent   |       |
| Hémiptère    | Camptozygum aequale                            | (Villers, 1789)                    | | 1986                 | Présent   |       |
| Hémiptère    | Campyloneura virgula                           | (Herrich-Schaeffer, 1835)          | | 1938                 | Présent   |       |
| Hémiptère    | Capsus ater                                    | (Linnaeus, 1758)                   | | 1938                 | Présent   |       |
| Lépidoptère  | Carcharodus alceae                             | (Esper, 1780)                      | Hespérie de l'Alcée (L'), Hespérie de la Passe-Rose (L'), Grisette (La), Hespérie de la Guimauve (L'), Hespérie de la Mauve (L') | -                    | Présent   |       |
| Coléoptère   | Cardiophorus ruficollis                        | (Linnaeus, 1758)                   | | 1946                 | Présent   |       |
| Lépidoptère  | Carterocephalus palaemon                       | (Pallas, 1771)                     | Hespérie du Brome (L'), Échiquier (L'), Palémon (Le), Petit Pan (Le)                                                             | -                    | Présent   |       |
| Coléoptère   | Catops fuscus                                  | (Panzer, 1794)                     | | 1948                 | Présent   |       |
| Lépidoptère  | Celastrina argiolus                            | (Linnaeus, 1758)                   | Azuré des Nerpruns (L'), Argus à bande noire (L'), Argus bordé (L'), Argiolus (L')                                               | 2003                 | Présent   |       |
| Hyménoptère  | Cephalcia abietis                              | (Linnaeus, 1758)                   | | 1910                 | Présent   |       |
| Coléoptère   | Cephennium thoracicum                          | (Müller & Kunze, 1822)             | | 1948                 | Présent   |       |
| Lépidoptère  | Cerastis rubricosa                             | (Denis & Schiffermüller, 1775)     | | 1924                 | Présent   |       |
| Siphonaptère | Ceratophyllus sciurorum sciurorum              | (Schrank, 1803)                    | | 1955                 | Présent   |       |
| Odonate      | Ceriagrion tenellum                            | (Villers, 1789)                    | | -                    | Présent   |       |
| Coléoptère   | Cerylon deplanatum                             | Gyllenhal, 1827                    | | 2008                 | Présent   |       |
| Coléoptère   | Cerylon ferrugineum                            | Stephens, 1830                     | | 2008                 | Présent   |       |
| Coléoptère   | Cetonia aurata                                 | (Linnaeus, 1761)                   | Cétoine dorée (la) | 2001                 | Présent   |       |
| Odonate      | Chalcolestes viridis                           | (Vander Linden, 1825)              | | 2011                 | Présent   |       |
| Hémiptère    | Charagochilus gyllenhalii                      | (Fallén, 1807)                     | | 1889                 | Présent   |       |
| Coléoptère   | Chilothorax distinctus                         | (O.F. Müller, 1776)                | | 1920                 | Présent   |       |
| Coléoptère   | Chilothorax paykulli                           | (Bedel, 1907)                      | | 1910                 | Présent   |       |
| Hémiptère    | Chlamydatus allii                              | V.G. Putshkov, 1959                | | 1938                 | Présent   |       |
| Hémiptère    | Chlamydatus evanescens                         | (Boheman, 1852)                    | | 1986                 | Présent   |       |
| Hémiptère    | Chlamydatus pulicarius                         | (Fallén, 1807)                     | | 1874                 | Présent   |       |
| Hémiptère    | Chlamydatus pullus                             | (Reuter, 1870)                     | | 1938                 | Présent   |       |
| Hémiptère    | Chlamydatus saltitans                          | (Fallén, 1807)                     | | 1938                 | Présent   |       |
| Hémiptère    | Choleva angustata                              | (Fabricius, 1781)                  | | 1949                 | Présent   |       |
| Orthoptère   | Chorthippus albomarginatus                     | (De Geer, 1773)                    | Criquet marginé | 1997                 | Présent   |       |
| Orthoptère   | Chorthippus biguttulus                         | (Linnaeus, 1758)                   | Criquet mélodieux, Œdipode bimouchetée                                                                                           | 1999                 | Présent   |       |
| Orthoptère   | Chorthippus brunneus                           | (Thunberg, 1815)                   | Criquet duettiste, Sauteriot | 1999                 | Présent   |       |
| Orthoptère   | Chorthippus dorsatus                           | (Zetterstedt, 1821)                | Criquet verte-échine | 1997                 | Présent   |       |
| Orthoptère   | Chorthippus mollis                             | (Charpentier, 1825)                | Criquet des jachères | 1996                 | Présent   |       |
| Orthoptère   | Chorthippus montanus                           | (Charpentier, 1825)                | Criquet palustre | 1996                 | Présent   |       |
| Orthoptère   | Chorthippus parallelus parallelus              | (Zetterstedt, 1821)                | Criquet des pâtures | 1999                 | Présent   |       |
| Orthoptère   | Chrysochraon dispar                            | (Germar, 1834)                     | Criquet des clairières | 1999                 | Présent   |       |
| Coléoptère   | Chrysomela tremulae                            | Fabricius, 1787                    | | 1992                 | Présent   |       |
| Coléoptère   | Cicindela maritima                             | Dejean in Latreille & Dejean, 1822 | | 2009                 | Présent   |       |
| Coléoptère   | Cidnopus aeruginosus                           | (Olivier, 1790)                    | | 2007                 | Présent   |       |
| Coléoptère   | Cidnopus pilosus                               | (Leske, 1785)                      | | 2008                 | Présent   |       |
| Hyménoptère  | Cimbex connatus                                | (Schrank, 1776)                    | | 1906                 | Présent   |       |
| Hyménoptère  | Cimbex femoratus                               | (Linnaeus, 1758)                   | | 1912                 | Présent   |       |
| Hyménoptère  | Cimbex luteus                                  | (Linnaeus, 1758)                   | | 1909                 | Présent   |       |
| Coléoptère   | Clanoptilus elegans                            | (Olivier, 1790)                    | | 2010                 | Présent   |       |
| Coléoptère   | Clanoptilus marginellus                        | (Olivier, 1790)                    | | 2009                 | Présent   |       |
| Coléoptère   | Cleonis pigra                                  | (Scopoli, 1763)                    | | 1998                 | Présent   |       |
| Lépidoptère  | Clostera anastomosis                           | (Linnaeus, 1758)                   | Hausse-Queue grise | 1933                 | Présent   |       |
| Coléoptère   | Clytus arietis                                 | (Linnaeus, 1758)                   | | 2011                 | Présent   |       |
| Odonate      | Coenagrion mercuriale                          | (Charpentier, 1840)                | Agrion de Mercure | 2010                 | Présent   |       |
| Odonate      | Coenagrion puella                              | (Linnaeus, 1758)                   | | 2011                 | Présent   |       |
| Odonate      | Coenagrion pulchellum                          | (Vander Linden, 1825)              | | 2002                 | Présent   |       |
| Odonate      | Coenagrion scitulum                            | (Rambur, 1842)                     | Agrion mignon (L') | 2011                 | Présent   |       |
| Lépidoptère  | Coenonympha arcania                            | (Linnaeus, 1761)                   | Céphale (Le), Arcanie (L') | -                    | Présent   |       |
| Lépidoptère  | Coenonympha hero                               | (Linnaeus, 1761)                   | Mélibée (Le), Moelibée (Le), Fadet de l'Élyme (Le)                                                                               | -                    | Présent   |       |
| Lépidoptère  | Coenonympha pamphilus                          | (Linnaeus, 1758)                   | Fadet commun (Le), Procris (Le), Petit Papillon des foins (Le), Pamphile (Le)                                                    | 2013                 | Présent   |       |
| Lépidoptère  | Colias crocea                                  | (Geoffroy in Fourcroy, 1785)       | Souci (Le) | 2009                 | Présent   |       |
| Lépidoptère  | Colias hyale                                   | (Linnaeus, 1758)                   | Soufré (Le), Piéride soufrée (La), Soufre (Le), Faux Soufré (Le)                                                                 | -                    | Présent   |       |
| Coléoptère   | Colobopterus erraticus                         | (Linnaeus, 1758)                   | | 1920                 | Présent   |       |
| Coléoptère   | Colydium elongatum                             | (Fabricius, 1787)                  | | 2008                 | Présent   |       |
| Lépidoptère  | Comibaena bajularia                            | (Denis & Schiffermüller, 1775)     | | 1933                 | Présent   |       |
| Hémiptère    | Compsidolon salicellum                         | (Herrich-Schaeffer, 1841)          | | 1889                 | Présent   |       |
| Orthoptère   | Conocephalus dorsalis                          | (Latreille, 1804)                  | Conocéphale des Roseaux | 1999                 | Présent   |       |
| Orthoptère   | Conocephalus fuscus                            | (Fabricius, 1793)                  | Conocéphale bigarré, Xiphidion Brun                                                                                              | 1999                 | Présent   |       |
| Coléoptère   | Coprimorphus scrutator                         | (Herbst, 1789)                     | | 1930                 | Présent   |       |
| Coléoptère   | Copris lunaris                                 | (Linnaeus, 1758)                   | | 1972                 | Présent   |       |
| Odonate      | Cordulegaster boltonii                         | (Donovan, 1807)                    | Cordulégastre annelé | -                    | Présent   |       |
| Odonate      | Cordulia aenea                                 | (Linnaeus, 1758)                   | | 2008                 | Présent   |       |
| Coléoptère   | Corticarina fuscula                            | (Gyllenhal, 1827)                  | | 1947                 | Présent   |       |
| Coléoptère   | Corticeus unicolor                             | Piller & Mitterpacher, 1783        | | 2008                 | Présent   |       |
| Coléoptère   | Cortinicara gibbosa                            | (Herbst, 1793)                     | | 1947                 | Présent   |       |
| Hyménoptère  | Craesus latipes                                | (Villaret, 1832)                   | | 1904                 | Présent   |       |
| Coléoptère   | Crepidodera aurata                             | (Marsham, 1802)                    | | 1992                 | Présent   |       |
| Hémiptère    | Criocoris crassicornis                         | (Hahn, 1834)                       | | 1986                 | Présent   |       |
| Odonate      | Crocothemis erythraea                          | (Brullé, 1832)                     | | 2011                 | Présent   |       |
| Coléoptère   | Cryptarcha strigata                            | (Fabricius, 1787)                  | | 2006                 | Présent   |       |
| Coléoptère   | Crypticus quisquilius                          | (Linnaeus, 1761)                   | | 1998                 | Présent   |       |
| Coléoptère   | Ctenicera pectinicornis                        | (Linnaeus, 1758)                   | | 1946                 | Présent   |       |
| Coléoptère   | Cteniopus sulphureus                           | (Linnaeus, 1767)                   | | 2008                 | Présent   |       |
| Siphonaptère | Ctenophthalmus agyrtes impavidus               | Jordan, 1928                       | | 1963                 | Présent   |       |
| Siphonaptère | Ctenophthalmus bisoctodentatus bisoctodentatus | Kolenati, 1863                     | | 1964                 | Présent   |       |
| Siphonaptère | Ctenophthalmus congener congener               | Rothschild, 1907                   | | 1963                 | Présent   |       |
| Siphonaptère | Ctenophthalmus congener                        | Rothschild, 1907                   | | 1963                 | Présent   |       |
| Lépidoptère  | Cupido minimus                                 | (Fuessly, 1775)                    | Argus frêle (L'), Argus minime (L'), Lycène naine (La), Pygmée (Le), Azuré murcian (L')                                          | 2007                 | Présent   |       |
| Coléoptère   | Cychramus luteus                               | (Fabricius, 1787)                  | | 2008                 | Présent   |       |
| Coléoptère   | Cyclorhipidion bodoanus                        | (Reitter, 1913)                    | | 2007                 | Introduit |       |

## D
| Ordre       | Nom binominal                       | Auteur                    | Nom vernaculaire                                                                       | Dernière observation | Statut  | Image |
| ----------- | ----------------------------------- | ------------------------- | -------------------------------------------------------------------------------------- | -------------------- | ------- | ----- |
| Coléoptère  | Dacne bipustulata                   | (Thunberg, 1781)          |                                                                                        | 2008                 | Présent |       |
| Coléoptère  | Dalopius marginatus                 | (Linnaeus, 1758)          |                                                                                        | 2008                 | Présent |       |
| Orthoptère  | Decticus verrucivorus               | (Linnaeus, 1758)          | Dectique verrucivore, Sauterelle à sabre, Sauterelle rondue, Dectique commun, Dectique | 1999                 | Présent |       |
| Orthoptère  | Decticus verrucivorus verrucivorus  | (Linnaeus, 1758)          | Dectique verrucivore                                                                   | -                    | Présent |       |
| Lépidoptère | Deilephila elpenor                  | (Linnaeus, 1758)          |                                                                                        | 1933                 | Présent |       |
| Lépidoptère | Deltote bankiana                    | (Fabricius, 1775)         |                                                                                        | 1933                 | Présent |       |
| Coléoptère  | Dendroxena quadrimaculata           | (Scopoli, 1772)           |                                                                                        | 2007                 | Présent |       |
| Coléoptère  | Denticollis linearis                | (Linnaeus, 1758)          |                                                                                        | 2007                 | Présent |       |
| Hémiptère   | Deraeocoris ruber                   | (Linnaeus, 1758)          |                                                                                        | 1938                 | Présent |       |
| Hémiptère   | Deraeocoris trifasciatus            | (Linnaeus, 1767)          |                                                                                        | 1869                 | Présent |       |
| Hémiptère   | Dichrooscytus rufipennis            | (Fallén, 1807)            |                                                                                        | 1889                 | Présent |       |
| Hémiptère   | Dicyphus annulatus                  | (Wolff, 1804)             |                                                                                        | 1938                 | Présent |       |
| Hémiptère   | Dicyphus epilobii                   | Reuter, 1883              |                                                                                        | 1889                 | Présent |       |
| Hémiptère   | Dicyphus errans                     | (Wolff, 1804)             |                                                                                        | 1938                 | Présent |       |
| Hémiptère   | Dicyphus globulifer                 | (Fallén, 1829)            |                                                                                        | 1869                 | Présent |       |
| Hémiptère   | Dicyphus pallicornis                | (Fieber, 1861)            |                                                                                        | 1986                 | Présent |       |
| Hémiptère   | Dicyphus pallidus                   | (Herrich-Schaeffer, 1836) |                                                                                        | 1938                 | Présent |       |
| Coléoptère  | Diplocoelus fagi                    | Guérin-Ménéville, 1838    |                                                                                        | 2006                 | Présent |       |
| Hyménoptère | Diprion pini                        | (Linnaeus, 1758)          |                                                                                        | 1909                 | Présent |       |
| Coléoptère  | Donus dauci                         | (Olivier, 1807)           |                                                                                        | 2009                 | Présent |       |
| Lépidoptère | Drepana curvatula                   | (Borkhausen, 1790)        |                                                                                        | 1933                 | Présent |       |
| Coléoptère  | Drilus flavescens                   | Olivier, 1790             |                                                                                        | 2008                 | Présent |       |
| Coléoptère  | Dromius quadrimaculatus             | (Linnaeus, 1758)          |                                                                                        | 2008                 | Présent |       |
| Coléoptère  | Dryocoetes villosus villosus        | (Fabricius, 1792)         |                                                                                        | 2006                 | Présent |       |
| Hémiptère   | Dryophilocoris flavoquadrimaculatus | (De Geer, 1773)           |                                                                                        | 1869                 | Présent |       |
| Coléoptère  | Dryophilocoris flavoquadrimaculatus | Edwards, 1909             |                                                                                        | 1948                 | Présent |       |
| Coléoptère  | Dyschirius chalceus                 | (Erichson, 1837)          |                                                                                        | 2009                 | Présent |       |

## E
| Ordre       | Nom binominal              | Auteur                         | Nom vernaculaire | Dernière observation | Statut  | Image |
| ----------- | -------------------------- | ------------------------------ | --- | -------------------- | ------- | ----- |
| Lépidoptère | Ecliptopera silaceata      | (Denis & Schiffermüller, 1775) | | 1933                 | Présent |       |
| Coléoptère  | Ectinus aterrimus          | (Linnaeus, 1761)               | | 2008                 | Présent |       |
| Lépidoptère | Ectropis crepuscularia     | (Denis & Schiffermüller, 1775) | | 1935                 | Présent |       |
| Coléoptère  | Elater ferrugineus         | Linnaeus, 1758                 | | 1944                 | Présent |       |
| Odonate     | Enallagma cyathigerum      | (Charpentier, 1840)            | | 2011                 | Présent |       |
| Coléoptère  | Endomychus coccineus       | (Linnaeus, 1758)               | | 2013                 | Présent |       |
| Lépidoptère | Endromis versicolora       | (Linnaeus, 1758)               | | 1933                 | Présent |       |
| Lépidoptère | Ennomos autumnaria         | (Werneburg, 1859)              | | 1935                 | Présent |       |
| Lépidoptère | Epirrhoe galiata           | (Denis & Schiffermüller, 1775) | | 1933                 | Présent |       |
| Diptère     | Episyrphus balteatus       | (De Geer, 1776)                | | 2013                 | Présent |       |
| Odonate     | Epitheca bimaculata        | (Charpentier, 1825)            | Cordulie à deux taches | -                    | Présent |       |
| Coléoptère  | Epuraea distincta          | (Grimmer, 1841)                | | 1950                 | Présent |       |
| Coléoptère  | Epuraea pallescens         | (Stephens, 1835)               | | 1950                 | Présent |       |
| Lépidoptère | Erynnis tages              | (Linnaeus, 1758)               | Point de Hongrie (Le), Grisette (La) | 2012                 | Présent |       |
| Odonate     | Erythromma lindenii        | (Selys, 1840)                  | Naïade de Vander Linden | 2012                 | Présent |       |
| Odonate     | Erythromma viridulum       | (Charpentier, 1840)            | | 2003                 | Présent |       |
| Coléoptère  | Esymus merdarius           | (Fabricius, 1775)              | | 1913                 | Présent |       |
| Coléoptère  | Esymus pusillus            | (Herbst, 1789)                 | | 1920                 | Présent |       |
| Coléoptère  | Eucnemis capucina          | Ahrens, 1812                   | | 2008                 | Présent |       |
| Coléoptère  | Euconnus denticornis       | (Müller & Kunze, 1822)         | | 1948                 | Présent |       |
| Coléoptère  | Euconnus hirticollis       | (Illiger, 1798)                | | 1948                 | Présent |       |
| Coléoptère  | Euheptaulacus carinatus    | (Germar, 1824)                 | | 1900                 | Présent |       |
| Coléoptère  | Euheptaulacus sus          | (Herbst, 1783)                 | | 1930                 | Présent |       |
| Lépidoptère | Eulithis mellinata         | (Fabricius, 1787)              | | 1933                 | Présent |       |
| Lépidoptère | Eulithis populata          | (Linnaeus, 1758)               | | 1933                 | Présent |       |
| Lépidoptère | Eulithis prunata           | (Linnaeus, 1758)               | | 1933                 | Présent |       |
| Lépidoptère | Eulithis testata           | (Linnaeus, 1761)               | | 1933                 | Présent |       |
| Coléoptère  | Euorodalus coenosus        | (Panzer, 1798)                 | | 1933                 | Présent |       |
| Lépidoptère | Euphydryas aurinia         | (Rottemburg, 1775)             | Damier de la Succise (Le), Artémis (L'), Damier printanier (Le), Mélitée des marais (La), Mélitée de la Scabieuse (La), Damier des marais (Le) | 2010                 | Présent |       |
| Lépidoptère | Euphydryas maturna         | (Linnaeus, 1758)               | Damier du Frêne (Le), Mélitée du Frêne (La), Petit Damier à taches fauves (Le), Maturne (La)                                                   | 2010                 | Présent |       |
| Lépidoptère | Euphyia biangulata         | (Haworth, 1809)                | | 1933                 | Présent |       |
| Lépidoptère | Euplagia quadripunctaria   | (Poda, 1761)                   | Écaille chinée | 1913                 | Présent |       |
| Coléoptère  | Eupleurus subterraneus     | (Linnaeus, 1758)               | | 1935                 | Présent |       |
| Hémiptère   | Eurycolpus flaveolus       | (Stål, 1858)                   | | 1938                 | Présent |       |
| Hémiptère   | Eutomostethus ephippium    | (Panzer, 1798)                 | | 1909                 | Présent |       |
| Hémiptère   | Eutomostethus luteiventris | (Klug, 1816)                   | | 2013                 | Présent |       |

## F
| Ordre       | Nom binominal         | Auteur           | Nom vernaculaire | Dernière observation | Statut  | Image |
| ----------- | --------------------- | ---------------- | ---------------- | -------------------- | ------- | ----- |
| Lépidoptère | Falcaria lacertinaria | (Linnaeus, 1758) |                  | 1933                 | Présent |       |

## G
| Ordre       | Nom binominal                 | Auteur            | Nom vernaculaire | Dernière observation | Statut  | Image |
| ----------- | ----------------------------- | ----------------- | --- | -------------------- | ------- | ----- |
| Coléoptère  | Gastrophysa polygoni          | (Linnaeus, 1758)  | | 1998                 | Présent |       |
| Coléoptère  | Geotrupes mutator             | (Marsham, 1802)   | | 1920                 | Présent |       |
| Coléoptère  | Geotrupes puncticollis        | Malinowsky, 1811  | | 1987                 | Présent |       |
| Coléoptère  | Geotrupes stercorarius        | (Linnaeus, 1758)  | | 1970                 | Présent |       |
| Hyménoptère | Gilpinia pallida              | (Klug, 1812)      | | 1904                 | Présent |       |
| Coléoptère  | Glischrochilus hortensis      | (Fourcroy, 1785)  | | 2008                 | Présent |       |
| Coléoptère  | Glischrochilus quadriguttatus | (Fabricius, 1776) | | 2008                 | Présent |       |
| Coléoptère  | Glischrochilus quadrisignatus | (Say, 1835)       | | 2008                 | Présent |       |
| Hémiptère   | Globiceps flavomaculatus      | (Fabricius, 1794) | | 1889                 | Présent |       |
| Coléoptère  | Gnathoncus buyssoni           | Auzat, 1917       | | 1951                 | Présent |       |
| Orthoptère  | Gomphocerippus rufus          | (Linnaeus, 1758)  | Gomphocère roux, Gomphocère, Gomphocère fauve                                                                            | 1999                 | Présent |       |
| Odonate     | Gomphus pulchellus            | Selys, 1840       | | 2011                 | Présent |       |
| Odonate     | Gomphus vulgatissimus         | (Linnaeus, 1758)  | | -                    | Présent |       |
| Lépidoptère | Gonepteryx rhamni             | (Linnaeus, 1758)  | Citron (Le), Limon (Le), Piéride du Nerprun (La)                                                                         | 2013                 | Présent |       |
| Coléoptère  | Grammoptera abdominalis       | (Stephens, 1831)  | | 2005                 | Présent |       |
| Coléoptère  | Grammoptera ruficornis        | (Fabricius, 1781) | | 2012                 | Présent |       |
| Coléoptère  | Graphosoma lineatum           | (Linnaeus, 1758)  | | 2013                 | Présent |       |
| Orthoptère  | Gryllus campestris            | Linnaeus, 1758    | Grillon champêtre, Grillon des champs, Gril, Riquet, Cricri, Grésillon, Grillon sauvage, Petit Cheval du Bon Dieu, Grill | 1999                 | Présent |       |

## H
| Ordre        | Nom binominal                   | Auteur                    | Nom vernaculaire                                         | Dernière observation | Statut                | Image |
| ------------ | ------------------------------- | ------------------------- | -------------------------------------------------------- | -------------------- | --------------------- | ----- |
| Hémiptère    | Hadrodemus m-flavum             | (Goeze, 1778)             |                                                          | 1938                 | Présent               |       |
| Hyménoptère  | Halidamia affinis               | (Fallén, 1807)            |                                                          | 1931                 | Présent               |       |
| Hémiptère    | Halticus apterus                | (Linnaeus, 1758)          |                                                          | 1938                 | Présent               |       |
| Hémiptère    | Halticus luteicollis            | (Panzer, 1804)            |                                                          | 1986                 | Présent               |       |
| Hémiptère    | Halticus saltator               | (Geoffroy, 1785)          |                                                          | 1986                 | Présent               |       |
| Lépidoptère  | Hamearis lucina                 | (Linnaeus, 1758)          | Lucine, Fauve à taches blanches, Faune à taches blanches | -                    | Présent               |       |
| Coléoptère   | Harmonia axyridis               | (Pallas, 1773)            |                                                          | 2008                 | Introduit envahissant |       |
| Hémiptère    | Harpocera thoracica             | (Fallén, 1807)            |                                                          | 1869                 | Présent               |       |
| Diptère      | Helophilus pendulus             | (Linnaeus, 1758)          |                                                          | 2013                 | Présent               |       |
| Lépidoptère  | Hemaris fuciformis              | (Linnaeus, 1758)          |                                                          | 1933                 | Présent               |       |
| Lépidoptère  | Hemaris tityus                  | (Linnaeus, 1758)          |                                                          | 1933                 | Présent               |       |
| Coléoptère   | Hemicoelus fulvicornis          | (Sturm, 1837)             |                                                          | 2008                 | Présent               |       |
| Coléoptère   | Hemicrepidius hirtus            | (Herbst, 1784)            |                                                          | 2008                 | Présent               |       |
| Lépidoptère  | Hepialus humuli                 | (Linnaeus, 1758)          | Hépiale du Houblon (L')                                  | 1933                 | Présent               |       |
| Lépidoptère  | Hesperia comma                  | (Linnaeus, 1758)          | Virgule (La), Comma (Le)                                 | 2011                 | Présent               |       |
| Hyménoptère  | Heterarthrus ochropoda          | (Klug, 1818)              |                                                          | 1904                 | Présent               |       |
| Hémiptère    | Heterocordylus parvulus         | Reuter, 1881              |                                                          | 1889                 | Présent               |       |
| Hémiptère    | Heterocordylus tumidicornis     | (Herrich-Schaeffer, 1835) |                                                          | 1986                 | Présent               |       |
| Hémiptère    | Heterotoma merioptera           | (Scopoli, 1763)           |                                                          | 1938                 | Présent               |       |
| Lépidoptère  | Hipparchia semele               | (Linnaeus, 1758)          | Agreste (L')                                             | 2007                 | Présent               |       |
| Coléoptère   | Hippodamia tredecimpunctata     | (Linnaeus, 1758)          |                                                          | -                    | Présent               |       |
| Coléoptère   | Hister unicolor                 | (Linnaeus, 1758)          |                                                          | 2010                 | Présent               |       |
| Lépidoptère  | Hydrelia flammeolaria           | (Hufnagel, 1767)          |                                                          | 1933                 | Présent               |       |
| Coléoptère   | Hylastes linearis               | Erichson, 1836            |                                                          | 2006                 | Présent               |       |
| Coléoptère   | Hylastes opacus                 | Erichson, 1836            |                                                          | 1948                 | Présent               |       |
| Coléoptère   | Hylecoetus dermestoides         | (Linnaeus, 1761)          |                                                          | 2008                 | Présent               |       |
| Coléoptère   | Hylesinus fraxini               | (Panzer, 1779)            |                                                          | 2008                 | Présent               |       |
| Coléoptère   | Hylesinus toranio               | (Danthoine, 1788)         |                                                          | 2008                 | Présent               |       |
| Coléoptère   | Hylis foveicollis               | (Thomson, 1874)           |                                                          | 2007                 | Présent               |       |
| Coléoptère   | Hylis olexai                    | (Palm, 1955)              |                                                          | 2007                 | Présent               |       |
| Coléoptère   | Hylurgops palliatus             | (Gyllenhal, 1813)         |                                                          | 2006                 | Présent               |       |
| Coléoptère   | Hypocaccus dimidiatus           | (Illiger, 1807)           |                                                          | 1950                 | Présent               |       |
| Coléoptère   | Hypocaccus dimidiatus maritimus | (Stephens, 1830)          |                                                          | 2010                 | Présent               |       |
| Siphonaptère | Hystrichopsylla talpae talpae   | (Curtis, 1826)            |                                                          | 1964                 | Présent               |       |

## I
| Ordre       | Nom binominal         | Auteur                | Nom vernaculaire                             | Dernière observation | Statut  | Image |
| ----------- | --------------------- | --------------------- | -------------------------------------------- | -------------------- | ------- | ----- |
| Coléoptère  | Idolus picipennis     | (Bach, 1852)          |                                              | 2008                 | Présent |       |
| Lépidoptère | Iphiclides podalirius | (Linnaeus, 1758)      | Flambé (Le)                                  | 2013                 | Présent |       |
| Coléoptère  | Ischnomera cyanea     | (Fabricius, 1792)     |                                              | 2008                 | Présent |       |
| Odonate     | Ischnura elegans      | (Vander Linden, 1820) |                                              | 2011                 | Présent |       |
| Odonate     | Ischnura pumilio      | (Charpentier, 1825)   | Agrion nain (L')                             | 2011                 | Présent |       |
| Lépidoptère | Issoria lathonia      | (Linnaeus, 1758)      | Petit Nacré (Le), Latonia (Le), Lathone (Le) | 2011                 | Présent |       |

## J
| Ordre | Nom binominal | Auteur | Nom vernaculaire | Dernière observation | Statut | Image |
| ----- | ------------- | ------ | ---------------- | -------------------- | ------ | ----- |

## K
| Ordre | Nom binominal | Auteur | Nom vernaculaire | Dernière observation | Statut | Image |
| ----- | ------------- | ------ | ---------------- | -------------------- | ------ | ----- |

## L
| Ordre       | Nom binominal            | Auteur                         | Nom vernaculaire                                                                                              | Dernière observation | Statut     | Image |
| ----------- | ------------------------ | ------------------------------ | --- | -------------------- | ---------- | ----- |
| Coléoptère  | Labarrus lividus         | (Olivier, 1789)                | | 1900                 | Présent    |       |
| Lépidoptère | Lacanobia oleracea       | (Linnaeus, 1758)               | | 1924                 | Présent    |       |
| Coléoptère  | Lagria atripes           | Mulsant & Guillebeau, 1855     | | 2008                 | Présent    |       |
| Coléoptère  | Lagria hirta             | (Linnaeus, 1758)               | | 2008                 | Présent    |       |
| Coléoptère  | Lamia textor             | (Linnaeus, 1758)               | Lamie tisserand                                                                                               | 2010                 | Présent    |       |
| Coléoptère  | Lampyris noctiluca       | (Linnaeus, 1767)               | | 2008                 | Présent    |       |
| Lépidoptère | Lasiommata megera        | (Linnaeus, 1767)               | Mégère (La), Satyre (Le)                                                                                      | 2010                 | Présent    |       |
| Coléoptère  | Latridius consimilis     | (Mannerheim, 1844)             | | 1950                 | Présent    |       |
| Coléoptère  | Leiopus femoratus        | Fairmaire, 1859)               | | 2008                 | Cryptogène |       |
| Coléoptère  | Leiopus nebulosus        | (Linnaeus, 1758)               | | 2008                 | Présent    |       |
| Coléoptère  | Leiosoma deflexum        | (Panzer, 1795)                 | | 1948                 | Présent    |       |
| Coléoptère  | Leiosoma oblongulum      | Boheman, 1842                  | | 1900                 | Présent    |       |
| Lépidoptère | Leptidea sinapis         | (Linnaeus, 1758)               | Piéride du Lotier (La), Piéride de la Moutarde (La), Blanc-de-lait (Le)                                       | -                    | Présent    |       |
| Orthoptère  | Leptophyes punctatissima | (Bosc, 1792)                   | Leptophye ponctuée, Sauterelle ponctuée, Barbitiste trèsponctué                                               | 1999                 | Présent    |       |
| Hémiptère   | Leptopterna ferrugata    | (Fallén, 1807)                 | | 1938                 | Présent    |       |
| Coléoptère  | Leptura aethiops         | Poda, 1761                     | | 1974                 | Présent    |       |
| Coléoptère  | Leptura aurulenta        | Fabricius, 1792                | | 1994                 | Présent    |       |
| Coléoptère  | Leptura quadrifasciata   | Linnaeus, 1758                 | | 2013                 | Présent    |       |
| Odonate     | Lestes barbarus          | (Fabricius, 1798)              | | 2011                 | Présent    |       |
| Odonate     | Lestes sponsa            | (Hansemann, 1823)              | | -                    | Présent    |       |
| Lépidoptère | Leucodonta bicoloria     | (Denis & Schiffermüller, 1775) | | 1933                 | Présent    |       |
| Lépidoptère | Leucoma salicis          | (Linnaeus, 1758)               | | 1979                 | Présent    |       |
| Odonate     | Leucorrhinia pectoralis  | (Charpentier, 1825)            | Leucorrhine à gros thorax                                                                                     | 2010                 | Présent    |       |
| Odonate     | Leucorrhinia rubicunda   | (Linnaeus, 1758)               | Leucorrhine rubiconde                                                                                         | 2000                 | Présent    |       |
| Odonate     | Libellula depressa       | Linnaeus, 1758                 | | 2011                 | Présent    |       |
| Odonate     | Libellula fulva          | O. F. Müller, 1764             | | 2002                 | Présent    |       |
| Odonate     | Libellula quadrimaculata | Linnaeus, 1758                 | | 2011                 | Présent    |       |
| Lépidoptère | Limenitis camilla        | (Linnaeus, 1764)               | Petit Sylvain (Le), Petit Sylvain azuré (Le), Deuil (Le), Sibille (Le)                                        | 2010                 | Présent    |       |
| Lépidoptère | Limenitis populi         | (Linnaeus, 1758)               | Grand Sylvain (Le), Nymphale du Peuplier (La)                                                                 | 1934                 | Présent    |       |
| Coléoptère  | Limobius mixtus          | (Boheman, 1834)                | | 2009                 | Présent    |       |
| Hémiptère   | Liocoris tripustulatus   | (Fabricius, 1781)              | | 1935                 | Présent    |       |
| Coléoptère  | Liothorax muscorum       | Adam, 1994                     | | 1913                 | Présent    |       |
| Coléoptère  | Liothorax plagiatus      | (Linnaeus, 1767)               | | 1980                 | Présent    |       |
| Coléoptère  | Litargus connexus        | (Geoffroy, 1785)               | | 2008                 | Présent    |       |
| Lépidoptère | Lithacodia uncula        | (Clerck, 1759)                 | | 1933                 | Présent    |       |
| Lépidoptère | Lomographa bimaculata    | (Fabricius, 1775)              | | 1933                 | Présent    |       |
| Hémiptère   | Lopus decolor            | (Fallén, 1807)                 | | 1889                 | Présent    |       |
| Coléoptère  | Loricera pilicornis      | (Fabricius, 1775)              | | 2006                 | Présent    |       |
| Coléoptère  | Lucanus cervus           | (Linnaeus, 1758)               | Lucane Cerf-volant                                                                                            | 2013                 | Présent    |       |
| Lépidoptère | Lycaena phlaeas          | (Linnaeus, 1761)               | Cuivré commun (Le), Argus bronzé (L'), Bronzé (Le)                                                            | 2011                 | Présent    |       |
| Lépidoptère | Lycaena tityrus          | (Poda, 1761)                   | Cuivré fuligineux (Le), Argus myope (L'), Polyommate Xanthé (Le)                                              | 2011                 | Présent    |       |
| Lépidoptère | Lycaena tityrus tityrus  | (Poda, 1761)                   | | -                    | Présent    |       |
| Hémiptère   | Lygocoris pabulinus      | (Linnaeus, 1761)               | | 1889                 | Présent    |       |
| Coléoptère  | Lymexylon navale         | (Linnaeus, 1758)               | | 2007                 | Présent    |       |
| Lépidoptère | Lysandra bellargus       | (Rottemburg, 1775)             | Azuré bleu-céleste (L'), Bel-Argus (Le), Argus bleu céleste (L'), Lycène Bel-Argus (Le), Argus bleu ciel (L') | 2012                 | Présent    |       |
| Lépidoptère | Lysandra coridon         | (Poda, 1761)                   | Argus bleu-nacré (L')                                                                                         | -                    | Présent    |       |

## M
| Ordre        | Nom binominal                          | Auteur                         | Nom vernaculaire                                                           | Dernière observation | Statut  | Image |
| ------------ | -------------------------------------- | ------------------------------ | -------------------------------------------------------------------------- | -------------------- | ------- | ----- |
| Lépidoptère  | Macroglossum stellatarum               | (Linnaeus, 1758)               |                                                                            | 2013                 | Présent |       |
| Hémiptère    | Macrolophus costalis                   | (Fieber, 1858)                 |                                                                            | 1889                 | Présent |       |
| Hémiptère    | Macrotylus solitarius                  | (Meyer-Dür, 1843)              |                                                                            | 1986                 | Présent |       |
| Coléoptère   | Magdalis duplicata                     | Germar, 1819                   |                                                                            | 1900                 | Présent |       |
| Coléoptère   | Magdalis ruficornis                    | (Linnaeus, 1758)               |                                                                            | 1900                 | Présent |       |
| Hémiptère    | Malacocoris chlorizans                 | (Panzer, 1794)                 |                                                                            | 1986                 | Présent |       |
| Lépidoptère  | Malacosoma neustria                    | (Linnaeus, 1758)               | Livrée des arbres (La), Bombyx à livrée (Le)                               | 1927                 | Présent |       |
| Lépidoptère  | Mamestra brassicae                     | (Linnaeus, 1758)               |                                                                            | 1924                 | Présent |       |
| Lépidoptère  | Maniola jurtina                        | (Linnaeus, 1758)               | Myrtil (Le), Myrtile (Le), Jurtine (La), Janire (La)                       | 2013                 | Présent |       |
| Coléoptère   | Margarinotus marginatus                | (Erichson, 1834)               |                                                                            | 1949                 | Présent |       |
| Coléoptère   | Margarinotus purpurascens              | (Herbst, 1792)                 |                                                                            | 1951                 | Présent |       |
| Hémiptère    | Mecomma ambulans                       | (Fallén, 1807)                 |                                                                            | 1986                 | Présent |       |
| Orthoptère   | Meconema meridionale                   | (A. Costa, 1860)               | Méconème fragile                                                           | 1999                 | Présent |       |
| Orthoptère   | Meconema thalassinum                   | (De Geer, 1773)                | Méconème tambourinaire, Méconème varié, Sauterelle des Chênes              | 1997                 | Présent |       |
| Siphonaptère | Megabothris walkeri                    | (Rothschild, 1902)             |                                                                            | 1964                 | Présent |       |
| Hémiptère    | Megacoelum beckeri                     | (Fieber, 1870)                 |                                                                            | 1896                 | Présent |       |
| Hémiptère    | Megaloceroea recticornis               | (Geoffroy, 1785)               |                                                                            | 1938                 | Présent |       |
| Hémiptère    | Megalocoleus exsanguis                 | (Herrich-Schaeffer, 1835)      |                                                                            | 1869                 | Présent |       |
| Hémiptère    | Megalocoleus molliculus                | (Fallén, 1807)                 |                                                                            | 1889                 | Présent |       |
| Lépidoptère  | Melanargia galathea                    | (Linnaeus, 1758)               | Demi-Deuil (Le), Échiquier (L'), Échiquier commun (L'), Arge galathée (L') | 2011                 | Présent |       |
| Coléoptère   | Melandrya caraboides                   | (Linnaeus, 1760)               |                                                                            | 2008                 | Présent |       |
| Coléoptère   | Melanotus punctolineatus               | (Pelerin, 1829)                |                                                                            | 1950                 | Présent |       |
| Coléoptère   | Melanotus villosus                     | (Fourcroy, 1785)               |                                                                            | 2008                 | Présent |       |
| Coléoptère   | Melasis buprestoides                   | (Linnaeus, 1761)               |                                                                            | 2008                 | Présent |       |
| Coléoptère   | Melinopterus consputus                 | (Creutzer, 1799)               |                                                                            | 1900                 | Présent |       |
| Coléoptère   | Melinopterus prodromus                 | (Brahm, 1790)                  |                                                                            | 1988                 | Présent |       |
| Coléoptère   | Melinopterus punctatosulcatus hirtipes | (Fischer von Waldheim, 1844)   |                                                                            | 1980                 | Présent |       |
| Coléoptère   | Melinopterus sphacelatus               | (Panzer, 1798)                 |                                                                            | 1920                 | Présent |       |
| Coléoptère   | Melinopterus tingens                   | (Reitter, 1892)                |                                                                            | 2008                 | Présent |       |
| Lépidoptère  | Melitaea diamina                       | (Lang, 1789)                   | Mélitée noirâtre (La), Damier noir (Le), Argynne dictynne (L')             | -                    | Présent |       |
| Lépidoptère  | Mesapamea secalis                      | (Linnaeus, 1758)               |                                                                            | 1924                 | Présent |       |
| Hyménoptère  | Mesoneura opaca                        | (Fabricius, 1775)              |                                                                            | 1904                 | Présent |       |
| Coléoptère   | Mesosa nebulosa                        | (Fabricius, 1781)              |                                                                            | 2006                 | Présent |       |
| Orthoptère   | Metrioptera brachyptera                | (Linnaeus, 1761)               | Decticelle des bruyères                                                    | 1999                 | Présent |       |
| Coléoptère   | Microrhagus lepidus                    | Rosenhauer, 1847               |                                                                            | 2008                 | Présent |       |
| Coléoptère   | Microrhagus pygmaeus                   | (Fabricius, 1792)              |                                                                            | 2008                 | Présent |       |
| Coléoptère   | Microscydmus nanus                     | (Schaum, 1844)                 |                                                                            | 1948                 | Présent |       |
| Hémiptère    | Miridius quadrivirgatus                | (A. Costa, 1853)               |                                                                            | 1986                 | Présent |       |
| Hémiptère    | Miris striatus                         | (Linnaeus, 1758)               |                                                                            | 1986                 | Présent |       |
| Coléoptère   | Mogulones crucifer                     | (Pallas, 1771)                 |                                                                            | 2009                 | Présent |       |
| Hémiptère    | Monalocoris filicis                    | (Linnaeus, 1758)               |                                                                            | 1869                 | Présent |       |
| Hyménoptère  | Monophadnus pallescens                 | (Gmelin, 1790)                 |                                                                            | 1906                 | Présent |       |
| Hémiptère    | Monosynamma bohemanni                  | (Fallén, 1829)                 |                                                                            | 1938                 | Présent |       |
| Hyménoptère  | Monsoma pulveratum                     | (Retzius, 1783)                |                                                                            | 1909                 | Présent |       |
| Diptère      | Myathropa florea                       | (Linnaeus, 1758)               |                                                                            | 2013                 | Présent |       |
| Coléoptère   | Mycetochara linearis                   | (Illiger, 1794)                |                                                                            | 2008                 | Présent |       |
| Coléoptère   | Mycetophagus multipunctatus            | Hellwig, 1792                  |                                                                            | 2008                 | Présent |       |
| Coléoptère   | Mycetophagus piceus                    | (Fabricius, 1777)              |                                                                            | 2008                 | Présent |       |
| Orthoptère   | Myrmeleotettix maculatus               | (Thunberg, 1815)               | Gomphocère tacheté, Gomphocère double-signe                                | 1999                 | Présent |       |
| Lépidoptère  | Mythimna albipuncta                    | (Denis & Schiffermüller, 1775) |                                                                            | 1924                 | Présent |       |
| Lépidoptère  | Mythimna ferrago                       | (Fabricius, 1787)              |                                                                            | 1924                 | Présent |       |
| Lépidoptère  | Mythimna impura                        | (Hübner, 1808)                 |                                                                            | 1924                 | Présent |       |

## N
| Ordre       | Nom binominal            | Auteur             | Nom vernaculaire                                                           | Dernière observation | Statut  | Image |
| ----------- | ------------------------ | ------------------ | -------------------------------------------------------------------------- | -------------------- | ------- | ----- |
| Lépidoptère | Naenia typica            | (Linnaeus, 1758)   |                                                                            | 1924                 | Présent |       |
| Coléoptère  | Neagolius amblyodon      | (K. Daniel, 1900)  |                                                                            | 1988                 | Présent |       |
| Coléoptère  | Necydalis major          | Linnaeus, 1758     |                                                                            | 1973                 | Présent |       |
| Hyménoptère | Nematinus luteus         | (Panzer, 1804)     |                                                                            | 1907                 | Présent |       |
| Orthoptère  | Nemobius sylvestris      | (Bosc, 1792)       | Grillon des bois, Grillon forestier, Nemobie forestier, Némobie forestière | 1999                 | Présent |       |
| Hémiptère   | Neolygus contaminatus    | (Fallén, 1807)     |                                                                            | 1869                 | Présent |       |
| Coléoptère  | Nialus varians           | (Duftschmid, 1805) |                                                                            | 1920                 | Présent |       |
| Coléoptère  | Nicrophorus vespilloides | Herbst, 1783       |                                                                            | 2008                 | Présent |       |
| Coléoptère  | Nimbus affinis           | (Panzer, 1823)     |                                                                            | 1850                 | Présent |       |
| Coléoptère  | Nimbus contaminatus      | (Herbst, 1783)     |                                                                            | 1851                 | Présent |       |
| Coléoptère  | Nimbus obliteratus       | (Panzer, 1823)     |                                                                            | 1900                 | Présent |       |
| Coléoptère  | Nosodendron fasciculare  | (Olivier, 1790)    |                                                                            | 2008                 | Présent |       |
| Lépidoptère | Nymphalis polychloros    | (Linnaeus, 1758)   | Grande Tortue (La), Vanesse de l'Orme (La), Grand-Renard (Le), Doré (Le)   | -                    | Présent |       |

## O
| Ordre       | Nom binominal                   | Auteur                         | Nom vernaculaire                                                                                                   | Dernière observation | Statut  | Image |
| ----------- | ------------------------------- | ------------------------------ | --- | -------------------- | ------- | ----- |
| Coléoptère  | Oberea linearis                 | (Linnaeus, 1761)               | | 1972                 | Présent |       |
| Coléoptère  | Oberea oculata                  | (Linnaeus, 1758)               | | 2010                 | Présent |       |
| Coléoptère  | Oberea pupillata                | (Gyllenhal, 1817)              | | 1978                 | Présent |       |
| Lépidoptère | Ochlodes sylvanus               | (Esper, 1777)                  | Sylvaine (La), Sylvain (Le), Sylvine (La)                                                                          | 2012                 | Présent |       |
| Orthoptère  | Oecanthus pellucens             | (Scopoli, 1763)                | Grillon d'Italie, Oecanthe transparent, Grillon transparent, Vairë                                                 | 1999                 | Présent |       |
| Coléoptère  | Oedemera nobilis                | (Scopoli, 1763)                | | 2012                 | Présent |       |
| Coléoptère  | Oedemera podagrariae            | (Linnaeus, 1767)               | | 2012                 | Présent |       |
| Orthoptère  | Oedipoda caerulescens           | (Linnaeus, 1758)               | Œdipode turquoise, Criquet à ailes bleues et noires, Criquet bleu, Criquet rubané, Œdipode bleue, Œdipode bleuâtre | 1999                 | Présent |       |
| Coléoptère  | Oiceoptoma thoracicum           | (Linnaeus, 1758)               | | 2008                 | Présent |       |
| Lépidoptère | Oligia strigilis                | (Linnaeus, 1758)               | | 1924                 | Présent |       |
| Orthoptère  | Omocestus (Omocestus) rufipes   | (Zetterstedt, 1821)            | Criquet noir-ébène                                                                                                 | 1999                 | Présent |       |
| Orthoptère  | Omocestus (Omocestus) viridulus | (Linnaeus, 1758)               | Criquet verdelet, Criquet smaragdin                                                                                | 1999                 | Présent |       |
| Hémiptère   | Oncotylus punctipes             | Reuter, 1875                   | | 1879                 | Présent |       |
| Hémiptère   | Oncotylus setulosus             | (Herrich-Schaeffer, 1837)      | | 1879                 | Présent |       |
| Coléoptère  | Onthophagus coenobita           | (Herbst, 1783)                 | | 1988                 | Présent |       |
| Coléoptère  | Onthophagus fracticornis        | (Preyssler, 1790)              | | 1850                 | Présent |       |
| Coléoptère  | Onthophagus joannae             | Goljan, 1953                   | | -                    | Présent |       |
| Coléoptère  | Onthophagus lemur               | (Fabricius, 1781)              | | 1975                 | Présent |       |
| Coléoptère  | Onthophagus nuchicornis         | (Linnaeus, 1758)               | | 1920                 | Présent |       |
| Coléoptère  | Onthophagus ovatus              | (Linnaeus, 1767)               | | 1918                 | Présent |       |
| Coléoptère  | Onthophagus similis             | (Scriba, 1790)                 | | 1900                 | Présent |       |
| Coléoptère  | Onthophagus taurus              | (Schreber, 1759)               | | 1850                 | Présent |       |
| Coléoptère  | Onthophagus vacca               | (Linnaeus, 1767)               | | 1975                 | Présent |       |
| Coléoptère  | Orchesia undulata               | (Kraatz, 1853)                 | | 2008                 | Présent |       |
| Coléoptère  | Orchestes fagi                  | (Linnaeus, 1758)               | | 1977                 | Présent |       |
| Lépidoptère | Orgyia recens                   | (Hübner, 1819)                 | | 1933                 | Présent |       |
| Odonate     | Orthetrum cancellatum           | (Linnaeus, 1758)               | | 2011                 | Présent |       |
| Odonate     | Orthetrum coerulescens          | (Fabricius, 1798)              | | -                    | Présent |       |
| Hémiptère   | Orthocephalus brevis            | (Panzer, 1798)                 | | 1869                 | Présent |       |
| Hémiptère   | Orthocephalus coriaceus         | (Fabricius, 1777)              | | 1938                 | Présent |       |
| Hémiptère   | Orthocephalus saltator          | (Hahn, 1835)                   | | 1938                 | Présent |       |
| Hémiptère   | Orthops campestris              | (Linnaeus, 1758)               | | 1938                 | Présent |       |
| Lépidoptère | Orthosia gothica                | (Linnaeus, 1758)               | | 1924                 | Présent |       |
| Lépidoptère | Orthosia gracilis               | (Denis & Schiffermüller, 1775) | | 1924                 | Présent |       |
| Hémiptère   | Orthotylus bilineatus           | (Fallén, 1807)                 | | 1986                 | Présent |       |
| Hémiptère   | Orthotylus ericetorum           | (Fallén, 1807)                 | | 1986                 | Présent |       |
| Hémiptère   | Orthotylus flavosparsus         | (C.R. Sahlberg, 1841)          | | 1938                 | Présent |       |
| Hémiptère   | Orthotylus marginalis           | Reuter, 1883                   | | 1889                 | Présent |       |
| Hémiptère   | Orthotylus nassatus             | (Fabricius, 1787)              | | 1938                 | Présent |       |
| Hémiptère   | Orthotylus tenellus             | (Fallén, 1807)                 | | 1889                 | Présent |       |
| Hémiptère   | Orthotylus viridinervis         | (Kirschbaum, 1856)             | | 1869                 | Présent |       |
| coléoptère  | Otiorhynchus singularis         | (Linnaeus, 1767)               | | 1981                 | Présent |       |
| coléoptère  | Otophorus haemorrhoidalis       | (Linnaeus, 1758)               | | 1988                 | Présent |       |
| coléoptère  | Oxyomus sylvestris              | (Scopoli, 1763)                | | 1850                 | Présent |       |

## P
| Ordre        | Nom binominal                        | Auteur                        | Nom vernaculaire | Dernière observation | Statut  | Image |
| ------------ | ------------------------------------ | ----------------------------- | --- | -------------------- | ------- | ----- |
| Siphonaptère | Palaeopsylla minor                   | (Dale, 1878)                  | | 1964                 | Présent |       |
| Siphonaptère | Palaeopsylla soricis                 | (Dale, 1878)                  | | 1963                 | Présent |       |
| Siphonaptère | Palaeopsylla soricis soricis         | (Dale, 1878)                  | | 1963                 | Présent |       |
| Hyménoptère  | Pamphilius betulae                   | (Linnaeus, 1758)              | | 1907                 | Présent |       |
| Hyménoptère  | Pamphilius hortorum                  | (Klug, 1808)                  | | 1902                 | Présent |       |
| Hyménoptère  | Pamphilius sylvaticus                | (Linnaeus, 1758)              | | 1913                 | Présent |       |
| Hémiptère    | Pantilius tunicatus                  | (Fabricius, 1781)             | | 1889                 | Présent |       |
| Lépidoptère  | Papilio machaon                      | Linnaeus, 1758                | Machaon (Le) | 2013                 | Présent |       |
| Coléoptère   | Paracorymbia fulva                   | (De Geer, 1775)               | Lepture fauve | 2013                 | Présent |       |
| Coléoptère   | Paracorymbia hybrida                 | (Rey, 1885)                   | | 1978                 | Présent |       |
| Lépidoptère  | Pararge aegeria                      | (Linnaeus, 1758)              | Tircis (Le), Argus des Bois (L'), Égérie (L')                                                                                              | 2013                 | Présent |       |
| Lépidoptère  | Arctia plantaginis                   | (Linnaeus, 1758)              | | 1933                 | Présent |       |
| Coléoptère   | Pediacus depressus                   | (Herbst, 1797)                | | 1951                 | Présent |       |
| Lépidoptère  | Peridroma saucia                     | (Hübner, 1808)                | | 1951                 | Présent |       |
| Orthoptère   | Phaneroptera falcata                 | (Poda, 1761)                  | Phanéroptère commun, Phanéroptère porte-faux, Phanéroptère en faulx, Phanéroptère en faux                                                  | 1999                 | Présent |       |
| Coléoptère   | Philorhizus melanocephalus           | (Dejean, 1825)                | | 2008                 | Présent |       |
| Hémiptère    | Phloeomyzus passerinii               | (Signoret, 1875)              | | 1982                 | Présent |       |
| Orthoptère   | Pholidoptera griseoaptera            | (De Geer, 1773)               | Decticelle cendrée, Ptérolèpe aptère | 1999                 | Présent |       |
| Coléoptère   | Phosphuga atrata                     | (Linnaeus, 1758)              | | 2008                 | Présent |       |
| Coléoptère   | Phylan gibbus                        | (Fabricius, 1775)             | | 2011                 | Présent |       |
| Hémiptère    | Phylus coryli                        | (Linnaeus, 1758)              | | 1889                 | Présent |       |
| Hémiptère    | Phylus melanocephalus                | (Linnaeus, 1767)              | | 1869                 | Présent |       |
| Coléoptère   | Phymatodes testaceus                 | (Linnaeus, 1758)              | | 2008                 | Présent |       |
| Lépidoptère  | Phymatopus hecta                     | (Linnaeus, 1758)              | Hépatique (L'), Hépiale de la Fougère (L'), Patte-en-Masse (La)                                                                            | 1933                 | Présent |       |
| Diptère      | Phytobia cambii                      | (Hendel, 1931)                | | 1982                 | Présent |       |
| Hémiptère    | Phytocoris dimidiatus                | Kirschbaum, 1856              | | 1935                 | Présent |       |
| Hémiptère    | Phytocoris minor                     | Kirschbaum, 1856              | | 1986                 | Présent |       |
| Hémiptère    | Phytocoris pini                      | Kirschbaum, 1856              | | 1989                 | Présent |       |
| Hémiptère    | Phytocoris reuteri                   | Saunders, 1876                | | 1896                 | Présent |       |
| Hémiptère    | Phytocoris tiliae                    | (Fabricius, 1777)             | | 1869                 | Présent |       |
| Hémiptère    | Phytocoris ulmi                      | (Linnaeus, 1758)              | | 1938                 | Présent |       |
| Hémiptère    | Phytocoris varipes                   | Boheman, 1852                 | | 1935                 | Présent |       |
| Coléoptère   | Phytoecia cylindrica                 | (Linnaeus, 1758)              | | 2012                 | Présent |       |
| Lépidoptère  | Pieris brassicae                     | (Linnaeus, 1758)              | Piéride du Chou (La), Grande Piéride du Chou (La), Papillon du Chou (Le)                                                                   | 2011                 | Présent |       |
| Lépidoptère  | Pieris napi                          | (Linnaeus, 1758)              | Piéride du Navet (La), Papillon blanc veiné de vert (Le)                                                                                   | 2011                 | Présent |       |
| Lépidoptère  | Pieris rapae                         | (Linnaeus, 1758)              | Piéride de la Rave (La), Petit Blanc du Chou (Le), Petite Piéride du Chou (La)                                                             | 2012                 | Présent |       |
| Hémiptère    | Pilophorus cinnamopterus             | (Kirschbaum, 1856)            | | 1986                 | Présent |       |
| Hémiptère    | Pilophorus clavatus                  | (Linnaeus, 1767)              | | 1938                 | Présent |       |
| Hémiptère    | Pilophorus confusus                  | (Kirschbaum, 1856)            | | 1938                 | Présent |       |
| Hémiptère    | Pilophorus perplexus                 | Douglas & Scott, 1875         | | 1986                 | Présent |       |
| Hémiptère    | Plagiognathus arbustorum             | (Fabricius, 1794)             | | 1869                 | Présent |       |
| Hémiptère    | Plagiognathus chrysanthemi           | (Wolff, 1804)                 | | 1938                 | Présent |       |
| Coléoptère   | Plagionotus arcuatus                 | (Linnaeus, 1758)              | | 2008                 | Présent |       |
| Lépidoptère  | Plagodis dolabraria                  | (Linnaeus, 1767)              | | 1933                 | Présent |       |
| Hyménoptère  | Platycampus luridiventris            | (Fallén, 1808)                | | 2005                 | Présent |       |
| Orthoptère   | Platycleis albopunctata              | (Goeze, 1778)                 | Decticelle grisâtre, Dectique gris | 1998                 | Présent |       |
| Orthoptère   | Platycleis albopunctata albopunctata | (Goeze, 1778)                 | Decticelle chagrinée | 1995                 | Présent |       |
| Orthoptère   | Platycleis tessellata                | (Charpentier, 1825)           | Decticelle carroyée, Dectique marqueté | 1995                 | Présent |       |
| Orthoptère   | Platypus cylindrus                   | (Fabricius, 1792)             | | 2008                 | Présent |       |
| Coléoptère   | Platystomos albinus                  | (Linnaeus, 1758)              | | 2008                 | Présent |       |
| Lépidoptère  | Plebejus argus                       | (Linnaeus, 1758)              | Azuré de l'Ajonc (L'), Argus bleu-violet (L'), Argus satiné (L'), Argus (L'), Argus bleu (L')                                              | -                    | Présent |       |
| Coléoptère   | Pleurophorus caesus                  | (Creutzer, 1796)              | | 1928                 | Présent |       |
| Coléoptère   | Pogonocherus hispidulus              | (Piller & Mitterpacher, 1783) | | 2006                 | Présent |       |
| Coléoptère   | Pogonus littoralis                   | (Duftschmid, 1812)            | | 2009                 | Présent |       |
| Coléoptère   | Polydrusus pulchellus                | Stephens, 1831                | | 2009                 | Présent |       |
| Lépidoptère  | Polygonia c-album                    | (Linnaeus, 1758)              | Gamma (Le), Robert-le-diable (Le), C-blanc (Le), Dentelle (La), Vanesse Gamma (La), Papillon-C (Le)                                        | 2013                 | Présent |       |
| Lépidoptère  | Polygonia c-album c-album            | (Linnaeus, 1758)              | | 2011                 | Présent |       |
| Hémiptère    | Polymerus holosericeus               | Hahn, 1831                    | | 1986                 | Présent |       |
| Hémiptère    | Polymerus unifasciatus               | (Fabricius, 1794)             | | 1938                 | Présent |       |
| Lépidoptère  | Polyommatus icarus                   | (Rottemburg, 1775)            | Azuré de la Bugrane (L'), Argus bleu (L'), Azuré d'Icare (L'), Icare (L'), Lycène Icare (Le), Argus Icare (L')                             | 2012                 | Présent |       |
| Coléoptère   | Priobium carpini                     | (Herbst, 1793)                | | 2012                 | Présent |       |
| Coléoptère   | Prionus coriarius                    | (Linnaeus, 1758)              | Prione tanneur | 2011                 | Présent |       |
| Lépidoptère  | Proserpinus proserpina               | (Pallas, 1772)                | Sphinx de l'Épilobe | 2010                 | Présent |       |
| Lépidoptère  | Protodeltote pygarga                 | (Hufnagel, 1766)              | | 1933                 | Présent |       |
| Hémiptère    | Psallus albicinctus                  | (Kirschbaum, 1856)            | | 1986                 | Présent |       |
| Hémiptère    | Psallus ambiguus                     | (Fallén, 1807)                | | 1869                 | Présent |       |
| Hémiptère    | Psallus lapponicus                   | Reuter, 1874                  | | 1938                 | Présent |       |
| Hémiptère    | Psallus pinicola                     | Reuter, 1875                  | | 1986                 | Présent |       |
| Hémiptère    | Psallus variabilis                   | (Fallén, 1807)                | | 1869                 | Présent |       |
| Hémiptère    | Psallus varians                      | (Herrich-Schaeffer, 1841)     | | 1986                 | Présent |       |
| Coléoptère   | Psammodius asper                     | (Fabricius, 1775)             | | 1920                 | Présent |       |
| Hémiptère    | Pseudoloxops coccineus               | (Meyer-Dür, 1843)             | | 1986                 | Présent |       |
| Coléoptère   | Pseudovadonia livida                 | (Fabricius, 1776)             | | 2006                 | Présent |       |
| Coléoptère   | Ptilinus pectinicornis               | (Linnaeus, 1758)              | | 2007                 | Présent |       |
| Coléoptère   | Ptinomorphus imperialis              | (Linnaeus, 1767)              | | 2008                 | Présent |       |
| Coléoptère   | Ptinus bicinctus                     | Sturm, 1837                   | | 1948                 | Présent |       |
| Hémiptère    | Pulvinaria vitis                     | (Linnaeus, 1758)              | | 1985                 | Présent |       |
| Lépidoptère  | Pyrgus malvae                        | (Linnaeus, 1758)              | Hespérie de l’Ormière (L'), Hespérie de la Mauve (L'), Hespérie du Chardon (L'), Tacheté (Le), Plain-Chant (Le), Hespérie Plain-Chant (L') | 2009                 | Présent |       |
| Coléoptère   | Pyrochroa coccinea                   | (Linnaeus, 1761)              | | 2008                 | Présent |       |
| Coléoptère   | Pyrochroa serraticornis              | (Scopoli, 1763)               | | 2012                 | Présent |       |
| Lépidoptère  | Pyronia tithonus                     | (Linnaeus, 1771)              | Amaryllis (L'), Satyre tithon (Le), Titon (Le)                                                                                             | 2013                 | Présent |       |
| Coléoptère   | Pyrrhidium sanguineum                | (Linnaeus, 1758)              | | 1996                 | Présent |       |
| Odonate      | Pyrrhidium sanguineum                | (Sulzer, 1776)                | | 2010                 | Présent |       |
| Odonate      | Pyrrhidium sanguineum                | (Sulzer, 1776)                | | 2010                 | Présent |       |

## Q
| Ordre       | Nom binominal     | Auteur           | Nom vernaculaire                                                | Dernière observation | Statut  | Image |
| ----------- | ----------------- | ---------------- | --------------------------------------------------------------- | -------------------- | ------- | ----- |
| Lépidoptère | Quercusia quercus | (Linnaeus, 1758) | Thécla du Chêne (La), Porte-Queue bleu à une bande blanche (Le) | -                    | Présent |       |

## R
| Ordre        | Nom binominal                | Auteur             | Nom vernaculaire                         | Dernière observation | Statut  | Image |
| ------------ | ---------------------------- | ------------------ | ---------------------------------------- | -------------------- | ------- | ----- |
| Siphonaptère | Rhadinopsylla isacantha      | (Rothschild, 1907) |                                          | 1963                 | Présent |       |
| Siphonaptère | Rhadinopsylla pentacantha    | (Rothschild, 1897) |                                          | 1963                 | Présent |       |
| Coléoptère   | Rhagium bifasciatum          | Fabricius, 1775    |                                          | 2011                 | Présent |       |
| Coléoptère   | Rhagium inquisitor           | (Linnaeus, 1758)   |                                          | 2008                 | Présent |       |
| Coléoptère   | Rhagium mordax               | (De Geer, 1775)    |                                          | 2010                 | Présent |       |
| Coléoptère   | Rhagium sycophanta           | (Schrank, 1781)    |                                          | 2008                 | Présent |       |
| Coléoptère   | Rhamnusium bicolor           | (Schrank, 1781)    |                                          | 2011                 | Présent |       |
| Diptère      | Rhingia campestris           | (Meigen, 1822)     |                                          | 2013                 | Présent |       |
| Coléoptère   | Rhizophagus bipustulatus     | (Fabricius, 1792)  |                                          | 2008                 | Présent |       |
| Coléoptère   | Rhizophagus cribratus        | Gyllenhal, 1827    |                                          | 2008                 | Présent |       |
| Coléoptère   | Rhizophagus depressus        | (Fabricius, 1792)  |                                          | 2008                 | Présent |       |
| Coléoptère   | Rhizophagus parallelocollis  | Gyllenhal, 1827    |                                          | 2008                 | Présent |       |
| Coléoptère   | Rhizophagus parvulus         | (Paykull, 1800)    |                                          | 2008                 | Présent |       |
| Coléoptère   | Rhizophagus perforatus       | Erichson, 1845     |                                          | 2008                 | Présent |       |
| Coléoptère   | Rhysothorax rufus            | (Fabricius, 1792)  |                                          | 1967                 | Présent |       |
| Coléoptère   | Rhyssemus germanus           | (Linnaeus, 1767)   |                                          | 1920                 | Présent |       |
| Orthoptère   | Roeseliana roeselii roeselii | (Hagenbach, 1822)  | Decticelle bariolée, Dectique brévipenne | 1999                 | Présent |       |
| Coléoptère   | Rutpela maculata             | (Poda, 1761)       | Lepture tachetée                         | 2013                 | Présent |       |

## S
| Ordre       | Nom binominal                        | Auteur                         | Nom vernaculaire | Dernière observation | Statut  | Image |
| ----------- | ------------------------------------ | ------------------------------ | --- | -------------------- | ------- | ----- |
| Coléoptère  | Salpingus planirostris               | (Fabricius, 1787)              | | 2008                 | Présent |       |
| Coléoptère  | Salpingus ruficollis                 | (Linnaeus, 1761)               | | 2008                 | Présent |       |
| Coléoptère  | Saperda scalaris                     | (Linnaeus, 1758)               | Saperde à échelons | 2007                 | Présent |       |
| Coléoptère  | Saprinus aeneus                      | (Fabricius, 1775)              | | 1947                 | Présent |       |
| Coléoptère  | Saprinus immundus                    | (Gyllenhal, 1827)              | | 1947                 | Présent |       |
| Coléoptère  | Saprinus virescens                   | (Paykull, 1798)                | | 1950                 | Présent |       |
| Lépidoptère | Saturnia pyri                        | (Denis & Schiffermüller, 1775) | Grand Paon de nuit | 2013                 | Présent |       |
| Lépidoptère | Satyrium ilicis                      | (Esper, 1779)                  | Thécla de l'Yeuse (La), Lyncée (Le), Porte-Queue brun à tâches fauves (Le)                                                                      | -                    | Présent |       |
| Lépidoptère | Satyrium pruni                       | (Linnaeus, 1758)               | Thécla du Prunier (La), Thécla du Coudrier (La), Porte-Queue brun à lignes blanches (Le)                                                        | 1933                 | Présent |       |
| Lépidoptère | Satyrium w-album                     | (Knoch, 1782)                  | Thécla de l'Orme (La), Thécla à W blanc (La), W blanc (Le), Thècle W-album (La), Thécla W-Blanc (La), Porte-Queue brun à une ligne blanche (Le) | -                    | Présent |       |
| Coléoptère  | Scolytus intricatus                  | (Ratzeburg, 1837)              | | 2007                 | Présent |       |
| Coléoptère  | Scolytus multistriatus               | (Marsham, 1802)                | | 1980                 | Présent |       |
| Coléoptère  | Scolytus ratzeburgii                 | Janson, 1856                   | | 2007                 | Présent |       |
| Coléoptère  | Scydmoraphes helvolus                | (Schaum, 1844)                 | | 1946                 | Présent |       |
| Coléoptère  | Serica brunnea                       | (Linnaeus, 1758)               | | 2008                 | Présent |       |
| Coléoptère  | Sericotrupes niger                   | (Marsham, 1802)                | | 1985                 | Présent |       |
| Coléoptère  | Sigorus porcus                       | (Fabricius, 1792)              | | 1920                 | Présent |       |
| Coléoptère  | Silvanus bidentatus                  | (Fabricius, 1792)              | | 2008                 | Présent |       |
| Coléoptère  | Sinodendron cylindricum              | (Linnaeus, 1758)               | | 1944                 | Présent |       |
| Odonate     | Somatochlora flavomaculata           | (Vander Linden, 1825)          | | -                    | Présent |       |
| Odonate     | Somatochlora metallica               | (Vander Linden, 1825)          | | -                    | Présent |       |
| Coléoptère  | Sospita vigintiguttata               | (Linnaeus, 1758)               | | -                    | Présent |       |
| Lépidoptère | Spargania luctuata                   | (Denis & Schiffermüller, 1775) | | 1933                 | Présent |       |
| Diptère     | Sphaerophoria scripta                | (Linnaeus, 1758)               | | 2013                 | Présent |       |
| Lépidoptère | Spialia sertorius                    | (Hoffmannsegg, 1804)           | Hespérie des Sanguisorbes (L'), Sao (La), Roussâtre (Le), Tacheté (Le)                                                                          | 2012                 | Présent |       |
| Coléoptère  | Stenichnus collaris                  | (Müller & Kunze, 1822)         | | 1948                 | Présent |       |
| Orthoptère  | Stenobothrus lineatus                | (Panzer, 1796)                 | Criquet de la Palène, Sténobothre ligné, Criquet du Brachypode                                                                                  | 1999                 | Présent |       |
| Orthoptère  | Stenobothrus stigmaticus             | (Rambur, 1838)                 | Sténobothre nain | -                    | Présent |       |
| Orthoptère  | Stenobothrus stigmaticus faberi      | Harz, 1975                     | Sténobothre nain | 1997                 | Présent |       |
| Hémiptère   | Stenodema calcarata                  | (Fallén, 1807)                 | | 1938                 | Présent |       |
| Hémiptère   | Stenodema laevigata                  | (Linnaeus, 1758)               | | 1938                 | Présent |       |
| Coléoptère  | Stenolophus mixtus                   | (Herbst, 1784)                 | | 2008                 | Présent |       |
| Coléoptère  | Stenopterus rufus                    | Linnaeus, 1767                 | | 1971                 | Présent |       |
| Coléoptère  | Stenostola dubia                     | (Laicharting, 1784)            | | 2008                 | Présent |       |
| Coléoptère  | Stenostola ferrea                    | (Schrank, 1776)                | | 1947                 | Présent |       |
| Hémiptère   | Stenotus binotatus                   | (Fabricius, 1794)              | | 1938                 | Présent |       |
| Coléoptère  | Stenurella melanura                  | (Linnaeus, 1758)               | | 2011                 | Présent |       |
| Hémiptère   | Stenurella nigra                     | (Linnaeus, 1758)               | | 1973                 | Présent |       |
| Orthoptère  | Stethophyma grossum                  | (Linnaeus, 1758)               | Criquet ensanglanté, Œdipode ensanglantée | 1999                 | Présent |       |
| Coléoptère  | Stictoleptura rubra                  | (Linnaeus, 1758)               | | 1978                 | Présent |       |
| Coléoptère  | Stictoleptura scutellata             | (Fabricius, 1781)              | | 1973                 | Présent |       |
| Hémiptère   | Strongylocoris erythroleptus         | A. Costa, 1853                 | | 1869                 | Présent |       |
| Hémiptère   | Strongylocoris leucocephalus         | (Linnaeus, 1758)               | | 1869                 | Présent |       |
| Coléoptère  | Subcoccinella vigintiquatuorpunctata | (Linnaeus, 1758)               | | -                    | Présent |       |
| Coléoptère  | Symbiotes gibberosus                 | (Lucas, 1849)                  | | 2008                 | Présent |       |
| Odonate     | Sympecma fusca                       | (Vander Linden, 1820)          | | 2008                 | Présent |       |
| Odonate     | Sympetrum danae                      | (Sulzer, 1776)                 | Sympétrum noir | -                    | Présent |       |
| Odonate     | Sympetrum flaveolum                  | (Linnaeus, 1758)               | Sympétrum jaune d'or | 2006                 | Présent |       |
| Odonate     | Sympetrum fonscolombii               | (Selys, 1840)                  | Sympétrum de Fonscolombe | 2011                 | Présent |       |
| Odonate     | Sympetrum meridionale                | (Selys, 1841)                  | | 2011                 | Présent |       |
| Odonate     | Sympetrum sanguineum                 | (O. F. Müller, 1764)           | | 2011                 | Présent |       |
| Odonate     | Sympetrum striolatum                 | (Charpentier, 1840)            | | 2011                 | Présent |       |
| Odonate     | Sympetrum vulgatum                   | (Linnaeus, 1758)               | | 2006                 | Présent |       |
| Coléoptère  | Synchita humeralis                   | (Fabricius, 1792)              | | 2008                 | Présent |       |
| Coléoptère  | Synchita mediolanensis               | Villa & Villa, 1833            | | 2007                 | Présent |       |
| Coléoptère  | Synchita separanda                   | (Reitter, 1882)                | | 2006                 | Présent |       |
| Coléoptère  | Synchita undata                      | Guérin-Méneville, 1844         | | 2007                 | Présent |       |
| Diptère     | Syritta pipiens                      | (Linnaeus, 1758)               | | 2023                 | Présent |       |

## T
| Ordre        | Nom binominal             | Auteur               | Nom vernaculaire                                                                                  | Dernière observation | Statut  | Image |
| ------------ | ------------------------- | -------------------- | ------------------------------------------------------------------------------------------------- | -------------------- | ------- | ----- |
| Lépidoptère  | Tethea ocularis           | (Linnaeus, 1767)     |                                                                                                   | 1935                 | Présent |       |
| Orthoptère   | Tetrix bipunctata         | (Linnaeus, 1758)     | Tétrix calcicole, Criquet à capuchon, Tétrix biponctuée, Tétrix des sables                        | 1996                 | Présent |       |
| Orthoptère   | Tetrix ceperoi            | Bolívar, 1887        | Tétrix des vasières                                                                               | 2006                 | Présent |       |
| Orthoptère   | Tetrix subulata           | (Linnaeus, 1758)     | Tétrix riverain, Tétrix subulé, Tétrix subulée, Criquet à corselet allongé                        | 1999                 | Présent |       |
| Orthoptère   | Tetrix tenuicornis        | (Sahlberg, 1891)     | Tétrix des carrières, Tétrix des sablières                                                        | 1999                 | Présent |       |
| Orthoptère   | Tetrix undulata           | (Sowerby, 1806)      | Tétrix forestier, Tétrix des clairières, Tétrix commun                                            | 1999                 | Présent |       |
| Coléoptère   | Tetrops praeustus         | (Linnaeus, 1758)     |                                                                                                   | 2012                 | Présent |       |
| Orthoptère   | Tettigonia viridissima    | (Linnaeus, 1758)     | Grande Sauterelle verte, Sauterelle verte (des prés), Tettigonie verte, Sauterelle à coutelas     | 1999                 | Présent |       |
| Coléoptère   | Teuchestes fossor         | (Linnaeus, 1758)     |                                                                                                   | 1988                 | Présent |       |
| Coléoptère   | Thanasimus formicarius    | (Linnaeus, 1758)     |                                                                                                   | 2008                 | Présent |       |
| Lépidoptère  | Thaumetopoea processionea | (Linnaeus, 1758)     |                                                                                                   | 1972                 | Présent |       |
| Lépidoptère  | Thecla betulae            | (Linnaeus, 1758)     | Thécla du Bouleau (La), Thècle du Bouleau (La), Porte-Queue à bandes fauves (Le)                  | -                    | Présent |       |
| Lépidoptère  | Thetidia smaragdaria      | (Fabricius, 1787)    |                                                                                                   | 1933                 | Présent |       |
| Coléoptère   | Thymalus limbatus         | (Fabricius, 1787)    |                                                                                                   | 2006                 | Présent |       |
| Lépidoptère  | Thymelicus acteon         | (Rottemburg, 1775)   | Hespérie du Chiendent (L'), Hespérie Actéon (L'), Actéon (L')                                     | -                    | Présent |       |
| Lépidoptère  | Thymelicus lineola        | (Ochsenheimer, 1808) | Hespérie du Dactyle (L'), Hespérie européenne (au Canada) (L'), Ligné (Le), Hespérie orangée (L') | 2011                 | Présent |       |
| Lépidoptère  | Thymelicus sylvestris     | (Poda, 1761)         | Hespérie de la Houque (L'), Thaumas (Le), Bande noire (La)                                        | 2006                 | Présent |       |
| Hémiptère    | Tinicephalus hortulanus   | (Meyer-Dür, 1843)    |                                                                                                   | 1986                 | Présent |       |
| Coléoptère   | Tournotaris bimaculata    | (Fabricius, 1787)    |                                                                                                   | 1998                 | Présent |       |
| Coléoptère   | Trichius fasciatus        | (Linnaeus, 1758)     |                                                                                                   | 2006                 | Présent |       |
| Coléoptère   | Trichius gallicus         | Dejean, 1821         |                                                                                                   | 2012                 | Présent |       |
| Coléoptère   | Trichonotulus scrofa      | (Fabricius, 1787)    |                                                                                                   | 1863                 | Présent |       |
| Hémiptère    | Trigonotylus ruficornis   | (Geoffroy, 1785)     |                                                                                                   | 1889                 | Présent |       |
| Coléoptère   | Triplax rufipes           | (Fabricius, 1787)    |                                                                                                   | 2008                 | Présent |       |
| Coléoptère   | Triplax russica           | (Linnaeus, 1758)     |                                                                                                   | 2008                 | Présent |       |
| Coléoptère   | Trox hispidus             | Pontoppidan, 1763    |                                                                                                   | 1892                 | Présent |       |
| Coléoptère   | Trox perlatus             | Goeze, 1777          |                                                                                                   | 1900                 | Présent |       |
| Coléoptère   | Trox sabulosus            | (Linnaeus, 1758)     |                                                                                                   | 1930                 | Présent |       |
| Coléoptère   | Trox scaber               | (Linnaeus, 1767)     |                                                                                                   | 2007                 | Présent |       |
| Coléoptère   | Trypocopris vernalis      | (Linnaeus, 1758)     |                                                                                                   | 1920                 | Présent |       |
| Coléoptère   | Trypodendron domesticum   | (Linnaeus, 1758)     |                                                                                                   | 2006                 | Présent |       |
| Coléoptère   | Trypodendron signatum     | (Fabricius, 1787)    |                                                                                                   | 2008                 | Présent |       |
| Coléoptère   | Typhaeus typhoeus         | (Linnaeus, 1758)     | Minotaure (Le)                                                                                    | 1984                 | Présent |       |
| Siphonaptère | Typhloceras poppei        | Wagner, 1903         |                                                                                                   | 1963                 | Présent |       |
| Lépidoptère  | Tyria jacobaeae           | (Linnaeus, 1758)     |                                                                                                   | 2013                 | Présent |       |
| Hémiptère    | Tytthus pygmaeus          | (Zetterstedt, 1838)  |                                                                                                   | 1889                 | Présent |       |

## U
| Ordre       | Nom binominal   | Auteur           | Nom vernaculaire | Dernière observation | Statut  | Image |
| ----------- | --------------- | ---------------- | ---------------- | -------------------- | ------- | ----- |
| Coléoptère  | Uleiota planata | (Linnaeus, 1761) |                  | 2008                 | Présent |       |
| Hyménoptère | Urocerus gigas  | (Linnaeus, 1758) |                  | 2012                 | Présent |       |

## V
| Ordre       | Nom binominal              | Auteur           | Nom vernaculaire | Dernière observation | Statut                | Image |
| ----------- | -------------------------- | ---------------- | --- | -------------------- | --------------------- | ----- |
| Coléoptère  | Valgus hemipterus          | (Linnaeus, 1758) | | 2013                 | Présent               |       |
| Lépidopère  | Vanessa atalanta           | (Linnaeus, 1758) | Vulcain (Le), Amiral (L'), Vanesse Vulcain (La), Chiffre (Le), Atalante (L')                                               | 2013                 | Présent               |       |
| Lépidopère  | Vanessa cardui             | (Linnaeus, 1758) | Vanesse des Chardons (La), Belle-Dame (La), Vanesse de L'Artichaut (La), Vanesse du Chardon (La), Nymphe des Chardons (La) | 2013                 | Présent               |       |
| Hyménoptère | Vespa crabro               | Linnaeus, 1758   | Frelon, Frelon européen, Guichard                                                                                          | 2013                 | Présent               |       |
| Hyménoptère | Vespa velutina             | Lepeletier, 1836 | Frelon à pattes jaunes, frelon asiatique                                                                                   | 2011                 | Présent               |       |
| Hyménoptère | Vespa velutina nigrithorax | du Buysson, 1905 | Frelon à pattes jaunes, frelon asiatique                                                                                   | 2011                 | Introduit envahissant |       |
| Coléoptère  | Vincenzellus ruficollis    | (Panzer, 1794)   | | 2007                 | Présent               |       |
| Coléoptère  | Volinus sticticus          | (Panzer, 1798)   | | 2008                 | Présent               |       |

## W
| Ordre       | Nom binominal      | Auteur           | Nom vernaculaire | Dernière observation | Statut  | Image |
| ----------- | ------------------ | ---------------- | ---------------- | -------------------- | ------- | ----- |
| Lépidoptère | Watsonalla binaria | (Hufnagel, 1767) |                  | 1933                 | Présent |       |

## X
| Ordre       | Nom binominal           | Auteur             | Nom vernaculaire | Dernière observation | Statut    | Image |
| ----------- | ----------------------- | ------------------ | ---------------- | -------------------- | --------- | ----- |
| Lépidoptère | Xanthorhoe biriviata    | (Borkhausen, 1794) |                  | 1933                 | Présent   |       |
| Coléoptère  | Xestobium rufovillosum  | (De Geer, 1774)    |                  | 2008                 | Présent   |       |
| Coléoptère  | Xyleborinus saxesenii   | (Ratzeburg, 1837)  |                  | 2008                 | Présent   |       |
| Coléoptère  | Xyleborus cryptographus | (Ratzeburg, 1837)  |                  | 2008                 | Présent   |       |
| Coléoptère  | Xyleborus dispar        | (Fabricius, 1792)  |                  | 2008                 | Présent   |       |
| Coléoptère  | Xyleborus monographus   | (Fabricius, 1792)  |                  | 2006                 | Présent   |       |
| Coléoptère  | Xylosandrus germanus    | (Blandford, 1894)  |                  | 2008                 | Introduit |       |
| Coléoptère  | Xylotrechus antilope    | (Schönherr, 1817)  |                  | 2007                 | Présent   |       |
| Coléoptère  | Xylotrechus arvicola    | (Olivier, 1795)    |                  | 1978                 | Présent   |       |
| Coléoptère  | Xylotrechus rusticus    | (Linnaeus, 1758)   |                  | 1995                 | Présent   |       |

## Y
| Ordre | Nom binominal | Auteur | Nom vernaculaire | Dernière observation | Statut | Image |
| ----- | ------------- | ------ | ---------------- | -------------------- | ------ | ----- |

## Z
| Ordre       | Nom binominal    | Auteur        | Nom vernaculaire                                | Dernière observation | Statut  | Image |
| ----------- | ---------------- | ------------- | ----------------------------------------------- | -------------------- | ------- | ----- |
| Lépidoptère | Zygaena trifolii | (Esper, 1783) | Zygène des prés (La), Zygène des Cornettes (La) | 2012                 | Présent |       |